# Chance Vought F4U Corsair
 (mars 2023).
Si vous disposez d'ouvrages ou d'articles de référence ou si vous connaissez des sites web de qualité traitant du thème abordé ici, merci de compléter l'article en donnant les références utiles à sa vérifiabilité et en les liant à la section « Notes et références ».
Le Chance Vought F4U Corsair est un avion militaire américain, utilisé lors de la Seconde Guerre mondiale et jusqu'en 1968.
Il est l'un des appareils les plus connus de la Seconde Guerre mondiale, notamment grâce à la série télévisée Les Têtes brûlées, laquelle a popularisé sa silhouette trapue et son aile en W (aile en mouette inversée) qui rendent le Corsair presque immédiatement reconnaissable. Il s'illustra essentiellement dans le Pacifique, servant à la fois au sein de l'US Navy et de l'US Marine Corps Aviation.

## Conception
La conception du Corsair débute en 1938 à la demande de l'US Navy qui voulait remplacer son chasseur embarqué, le Wildcat. Le projet, de l'ingénieur en chef Rex B. Beisel (en), est présenté le 8 avril 1938 et le 11 juin 1938 la Navy passe commande d'un prototype ; le premier vol du XF4U-1,BuNo 1443, piloté par Lyman Bullard (chef-pilote d'essais de Vought) a lieu le 29 mai 1940, sur l'aéroport de Bridgeport.

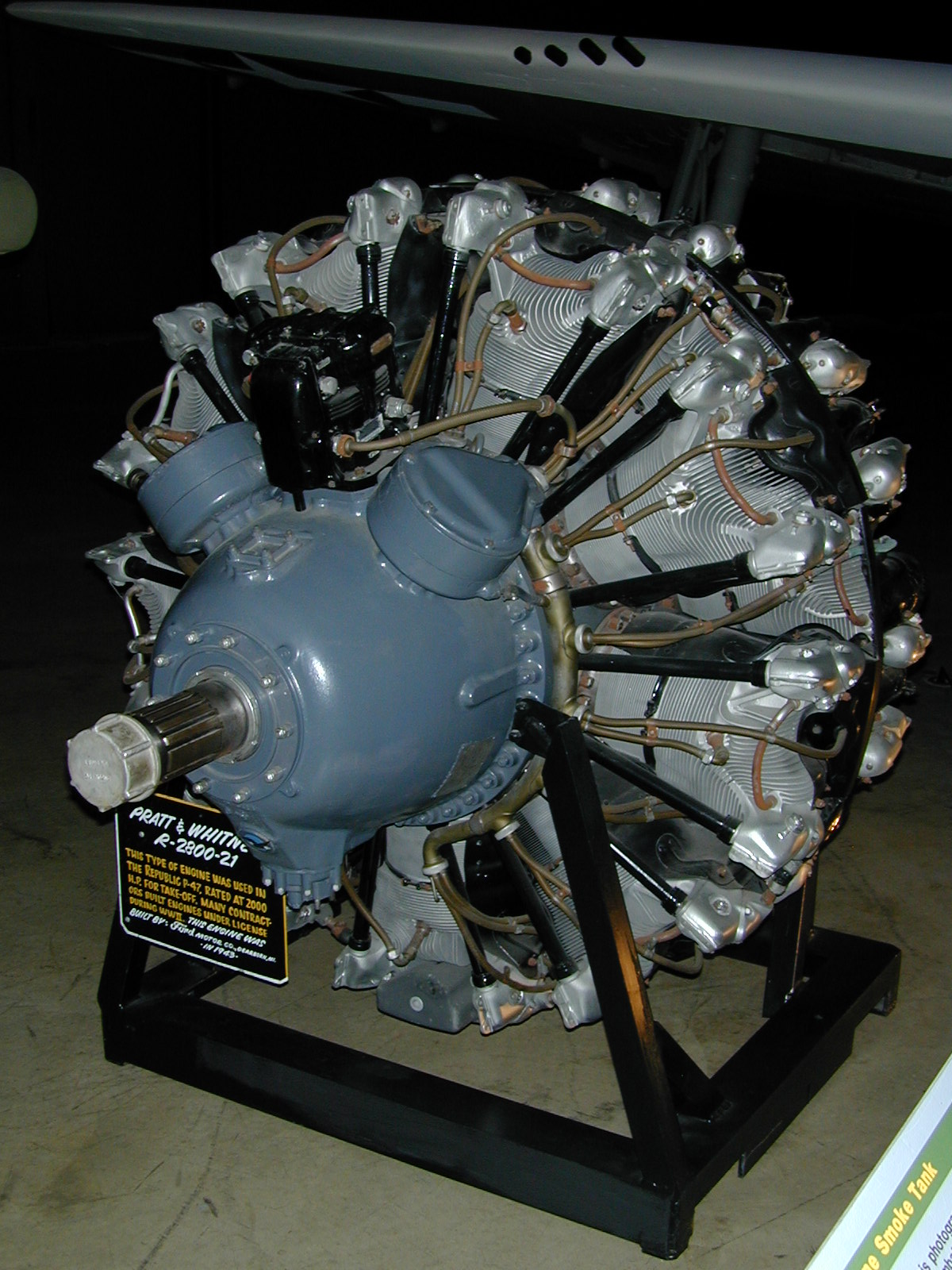
Le moteur Pratt & Whitney R-2800 du Corsair.

Le nom de « Corsair », reprend le nom du Vought O2U Corsair, un biplan conçu dans les années 1920. Le concept retenu par l'ingénieur étant de « concevoir le plus petit avion possible avec le plus gros moteur possible », le Corsair est dessiné autour de l'ensemble présentant la plus grande puissance disponible à l'époque (en dehors des moteurs de compétition), le R-2800 Double Wasp, doté d'un compresseur à deux étages et à deux vitesses, 18 cylindres en double étoile développant 1 850 ch au décollage, 1 460 ch à 6 550 m — le moteur est développé, depuis 1936, par Leonard S. Hobbs (en) et George J. Mead (en) chez Pratt & Whitney (entreprise appartenant au même groupe United Aircraft).
L'hélice, mise au point par Hamilton Standard (autre société du groupe United Aircraft), mesurait 4,04 m de diamètre (la plus grande de l'époque). Ce diamètre d'hélice, et la nécessité d'avoir un train d'atterrissage assez solide pour apponter mais pas trop lourd et encombrant, amenèrent à choisir une voilure en W, ou « aile de mouette » inversée pour réduire la longueur du train. Avec un poids à vide estimé à 3 350 kg et une vitesse proche de 400 mph, soit 640 km/h, il était à l'époque supérieur à tout ce qui était à l'étude ailleurs dans le monde.
L'aile en W permettait aussi une faible trainée aérodynamique rendant inutile tout congé de raccordement, ce qui allégeait et simplifiait la construction. Le champ de vision du pilote, par cette position de l'aile, était accru à la fois devant et de chaque côté du nez. La voilure avait un profil NACA 2300 avec une épaisseur relative de 18 % à l'emplanture, 15 % à l'articulation des panneaux repliables (nécessaires pour l'utilisation sur porte-avions) et de 9 % aux bords marginaux. La partie fixe de la voilure avait des prises d'air de bord d'attaque pour alimenter les éléments annexes du moteur : refroidissement de l'huile, carburateur et compresseur. Cette partie de l'aile comprenait aussi un réservoir de carburant. Les trains d'atterrissage, placés au point le plus bas de la voilure, pivotaient de 87° en se rétractant vers l'arrière, la roue à plat au-dessus du bas de la jambe ; des trappes masquaient alors entièrement le train, pour la première fois dans un avion de l'US Navy. Cette disposition dégagait de la place pour les magasins de munitions des mitrailleuses d'aile.
Les panneaux extérieurs comprenaient des réservoirs mais aussi cinq compartiments par demi-aile pouvant recevoir chacun quatre bombes de 235 kg destinées à être larguées en mission d'appui au sol. L'armement prévu à la conception comprenait aussi deux mitrailleuses de 7,62 mm de capot et deux mitrailleuses de 12,7 mm (une dans chaque panneau extérieur) mais qui pouvaient éventuellement être remplacées par des canons Madsen de 23 mm.
Pour réduire la vitesse d’atterrissage, des volets hypersustentateurs à double surface et double courbure s'étendaient de l'emplanture à la moitié des panneaux repliables. Ce système était lourd et encombrant mais indispensable pour atterrir sur porte-avions.
Pour obtenir des surfaces plus lisses et diminuer le poids, la soudure par point (mis au point par Vought et la Naval Aircraft Factory pour l'aluminium) était utilisée. Seules les parties mobiles des gouvernes n'avaient pas de revêtement métallique mais étaient entoilées.

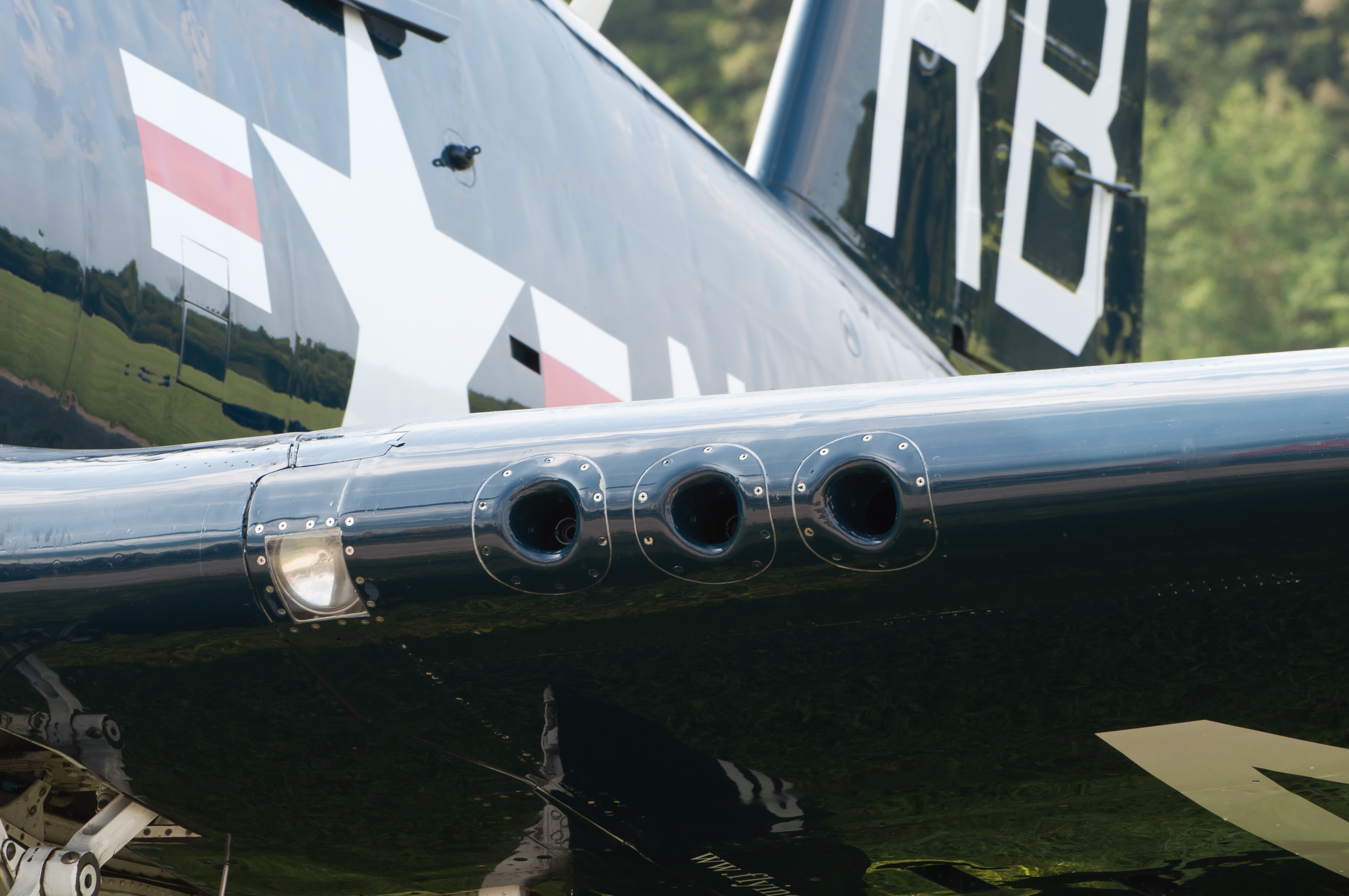
Orifices des 3 mitrailleuses Browning 12.7mm de l'aile gauche du F4U-1 Corsair.

En novembre 1940, le Bureau of Aeronautics modifie le cahier des charges, demandant notamment le blindage et la protection des réservoirs et un renforcement de l'armement. Pour cela, la définition de l'appareil est revue :
- suppression de quatre des réservoirs de voilure (difficiles à protéger), ceux de la partie fixe de la voilure ;
- installation d'un réservoir de fuselage derrière le moteur ; pour cela il fallut reculer le poste de pilotage de 81 cm et avancer le moteur de 43 cm pour conserver un bon centrage. La visibilité vers l'avant en souffrit, mais celle du dessous fut augmentée puisque le pilote se trouvait désormais à la verticale du bord de fuite de l'aile ;
- les ailerons voient leur surface augmenter ;
- Les volets à doubles fentes sont remplacés par des volets à simple fente ;
- six mitrailleuses de 12,7 mm sont installées dans l'aile (trois par panneau extérieur) dotées de 400 coups pour les 4 intérieures, et 375 pour les deux les plus à l'extérieur.

La présentation du dossier définitif de l'avion de série eut lieu le 2 avril 1941.

## Fabrication

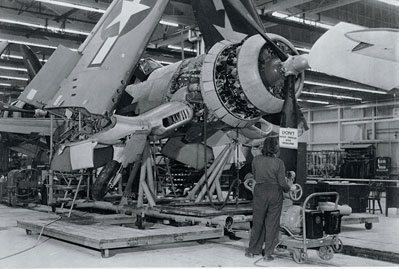
Un F4U-1 en construction.

C'est le 30 juin 1941 que l'aéronautique navale américaine passa la première commande, de 584 appareils, livrables un an plus tard. Cet avion de légende fut construit en tout à 12 583 exemplaires (12 571 en service) toutes versions confondues entre 1940 et 1952 par trois entreprises :
- Chance Vought à Stratford (Connecticut), puis à Grand Prairie près de Dallas (Texas) (après le transfert en 1948 de la totalité des installations pour des raisons de moindre vulnérabilité) ;
- Goodyear Aircraft[4] à Akron (Ohio) : Corsair FG-1 ;
- Brewster Aeronautical à Warminster Township (Pennsylvanie) : Corsair F3A-1.

Cet avion fut aussi livré (loi prêt-bail) ou vendu à d'autres pays comme le Royaume-Uni et la Nouvelle-Zélande durant le conflit, puis à la France, l'Argentine, le Honduras et le Salvador après la guerre.

## Pilotage

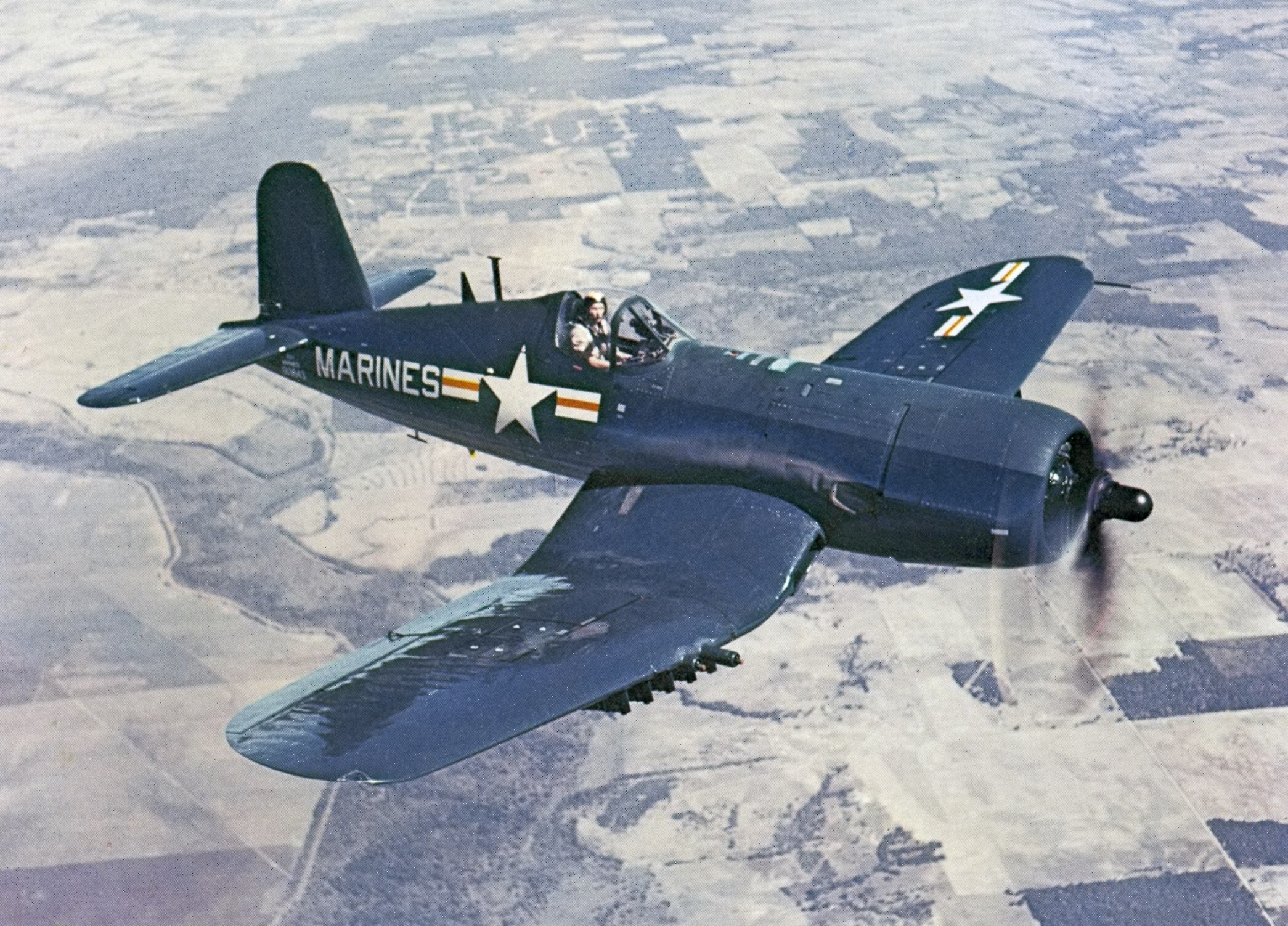
AU-1 Corsair en vol (1952).

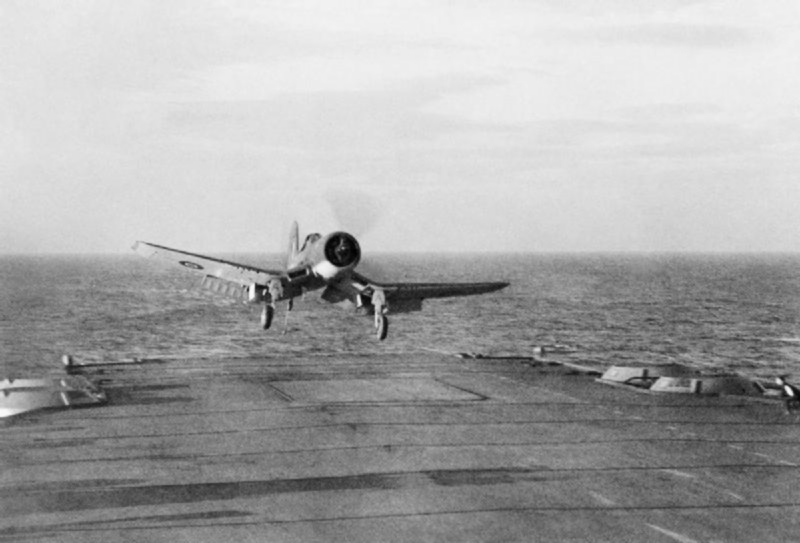
Corsair appontant sur le en 1943.

Les premiers essais sur porte-avions mirent en évidence des difficultés lors des appontages ou des décollages car son train d'atterrissage rebondissait et l'avion était sujet au décrochage prématuré de l'aile gauche à l'approche de la vitesse minimale de sustentation. En cas de brusque remise de gaz (accrochage raté des brins d'arrêt par exemple), l'aile droite était mieux « soufflée » par les pales « descendantes » que la gauche et l'appontage tournait souvent au crash. Il fut interdit de porte-avions par la marine américaine qui dota d'abord le Marine Corps.
Cette difficulté fut très nettement réduite par des modifications : amortisseurs plus souples, mais plus rapides, adoption d'un petit artifice faisant office de spoiler contre le décrochage sur l'aile droite (ce qui la faisait décrocher en même temps que l'autre), et augmentation de la hauteur de la roulette de queue ce qui diminua l'assiette.
Toutes ces modifications étant progressivement intégrées à la chaîne de production, ce n'est pas avant le 689e appareil de série qu'elles furent toutes effectives.
Les Britanniques recevant leur premier appareil en juin 1943, ils les utilisèrent tout de suite sur porte-avions. Ils ont finalement mis au point une méthode pour faire atterrir le Corsair sur leurs porte-avions malgré les problèmes de visibilité causés par le long nez. Au lieu de la méthode normale d'approche, les Britanniques ont simplement apponté sous le vent, puis ont tracé une courbe lente et continue qui n'a aligné le Corsair avec le pont qu'à la dernière seconde avant que l'avion ne se pose et touche les brins d'arrêt. Cette méthode a permis au pilote de garder l'officier d'appontage (OA) en vue jusqu'au moment où l'avion était au-dessus de la poupe où l'OA donnait le signe de "couper les gaz" ou de faire une autre tentative.
Pour atténuer le problème de l'huile et du liquide hydraulique qui tachait le pare-brise, les Britanniques ont simplement lié les volets du capot sur le dessus du compartiment moteur, détournant l'huile et le liquide hydraulique sur les côtés du fuselage.
En 1944, la Navy américaine décida d'essayer à nouveau d'utiliser le F4U sur ses porte-avions avec réussite.

## Visibilité
Le fuselage était conçu autour du moteur et de l'hélice, le cockpit se trouvait en arrière des ailes pour améliorer l'équilibre de l'avion. Les pilotes américains se sont longtemps plaints de la visibilité limitée vers l'avant (aggravée par leur présentation cabrée lors de l'atterrissage), ce qui constituait un problème, et les premières versions de l'appareil avaient une raideur au niveau des trains d'atterrissage qui avait pour effet de le faire rebondir à l'appontage. Le problème fut partiellement corrigé en rallongeant la roulette de queue, diminuant de ce fait légèrement l'inclinaison de l'appareil.

## Engagements

### Seconde Guerre mondiale

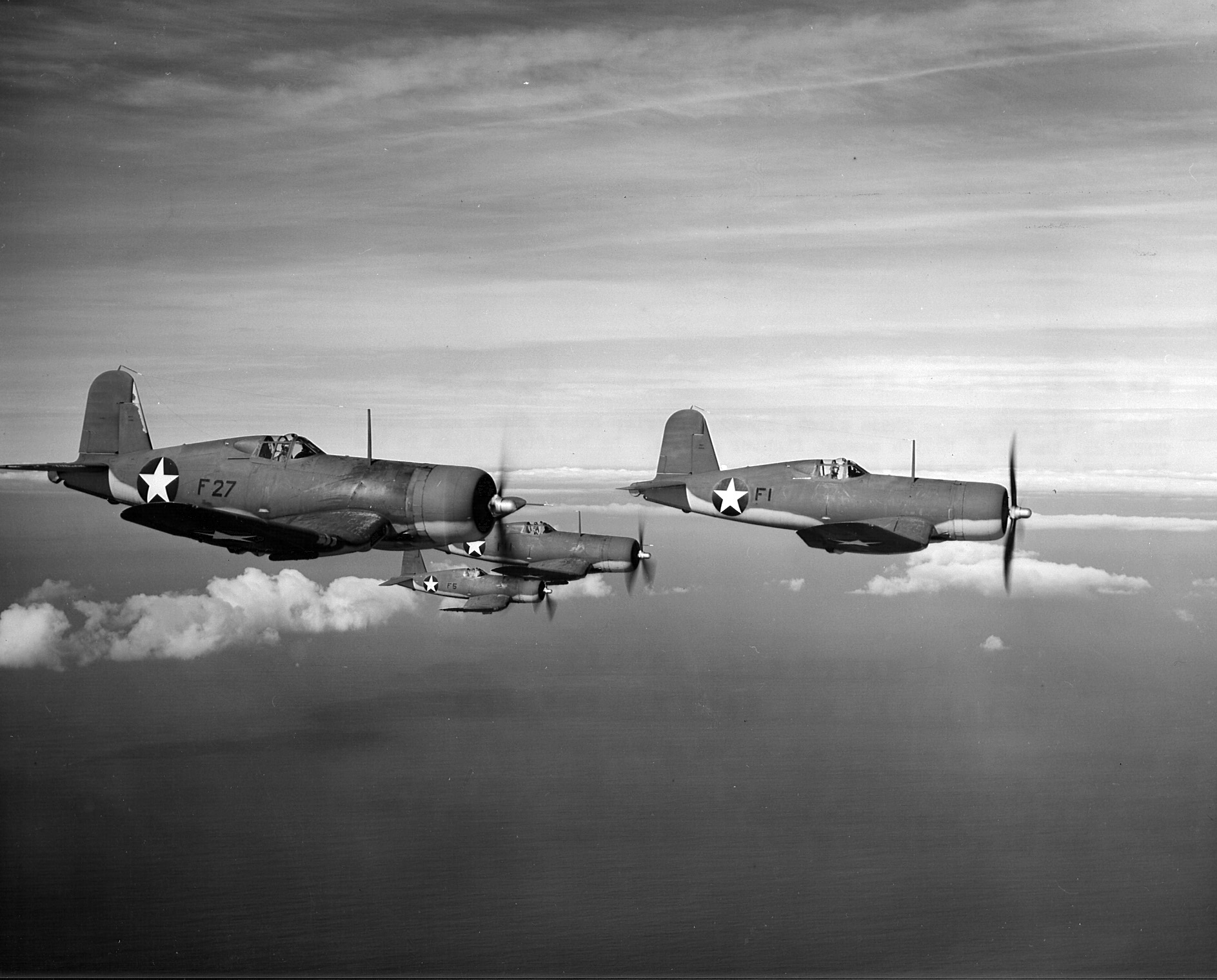
Corsairs F4U-1 du VF-12 en vol le 26 Mai 1943.

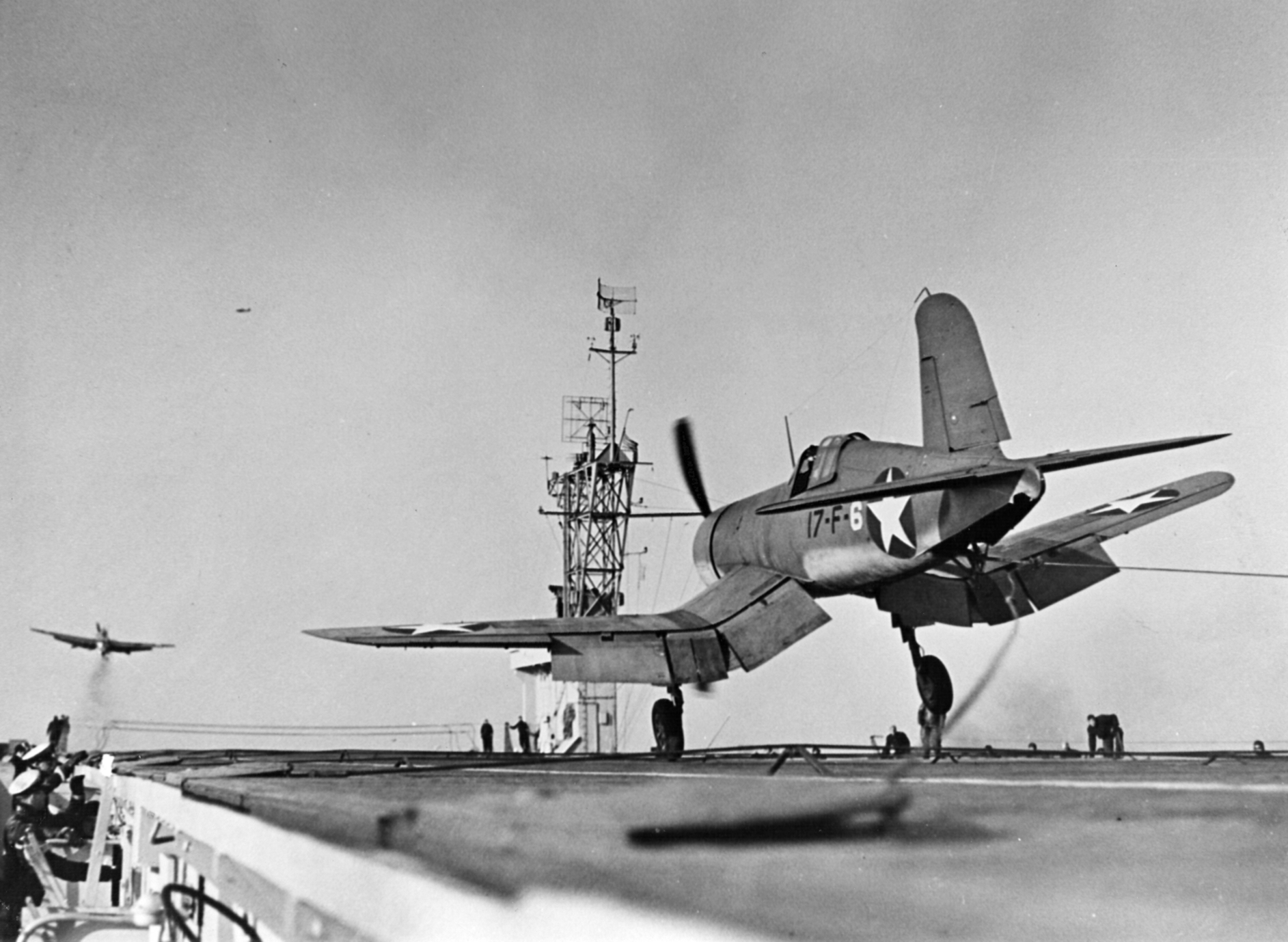
Corsair F4U-1 du VF-17 atterrissant sur l'USS Charger (CVE-30) en 1943.

La Navy américaine a reçu son premier F4U-1 de production le 31 juillet 1942, mais sa mise en service s'est avérée difficile. La verrière du cockpit de style «cage à oiseaux» offrait une visibilité inadéquate pour le roulage sur le pont, le long «nez de tuyau» et la tendance à cabrer du Corsair rendaient difficile de voir droit devant. L'énorme couple du moteur Double Wasp en faisait également un danger pour les pilotes inexpérimentés s'ils étaient obligés de se dégager rapidement. Les premiers pilotes de la marine appelaient le F4U le "porc" (hog), le "nez de tuyau" (hosenose) ou le "fabricant de veuves à ailes pliées" (bent-wing widow maker).
Les essais de qualification sur le porte-avions d'entraînement USS Wolverine et les porte-avions d'escorte USS Core et USS Charger en 1942 ont révélé que, malgré les problèmes de visibilité et la sensibilité des commandes, le Corsair était "... un excellent type d'avion de porte-avions et avec lequel il était très facile d'atterrir à bord. Il n'est pas différent de tout autre avion." Deux unités de la Navy, le VF-12 (octobre 1942) et plus tard le VF-17 (avril 1943) furent équipées du F4U. En avril 1943, le VF-12 avait terminé avec succès sa qualification d'appontage.

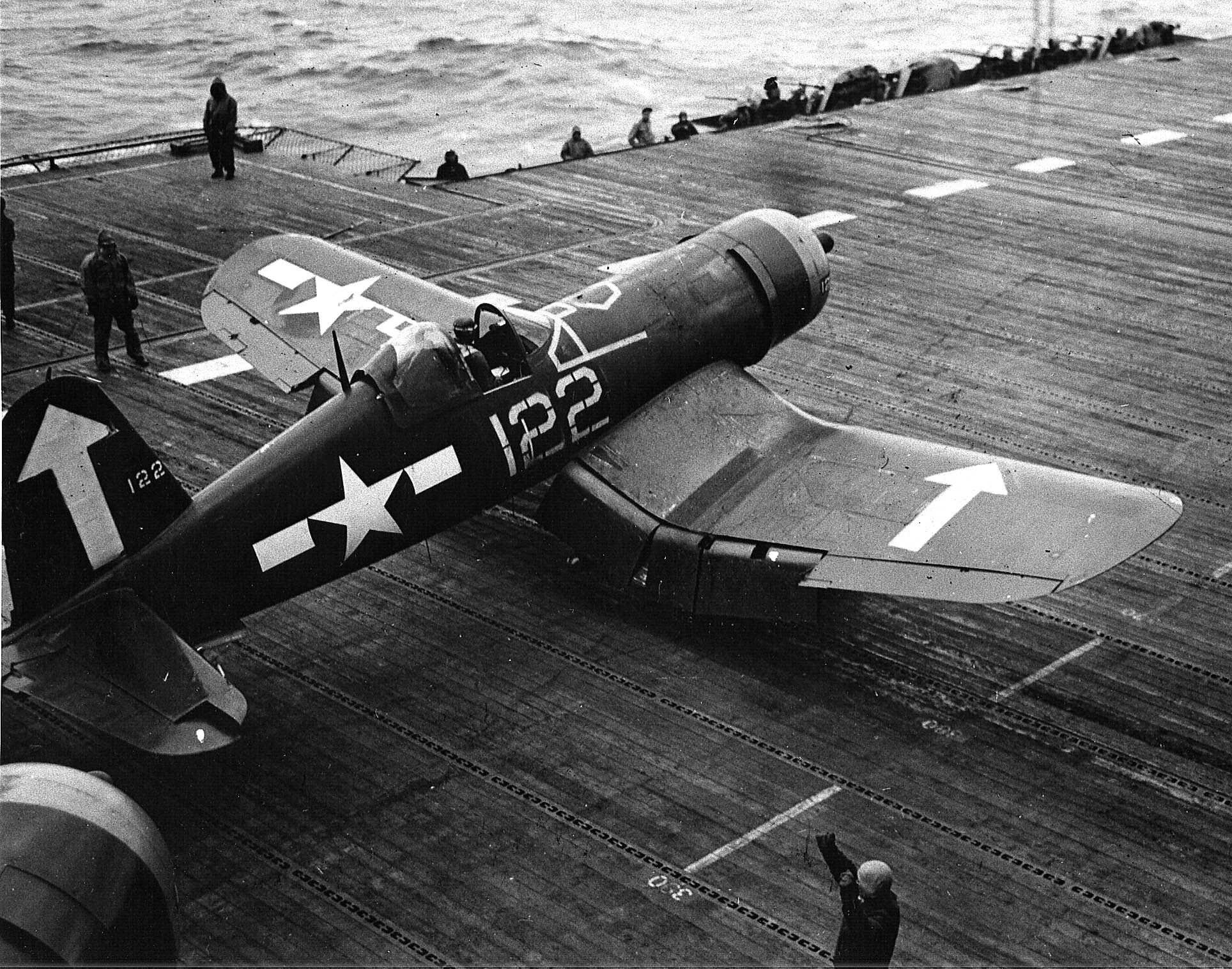
Corsair F4U-1D à bord de l'USS Bunker Hill (CV-17) le 6 Mai 1945.

À l'époque, la marine américaine possédait également le Grumman F6F Hellcat, qui n'avait pas les performances du F4U, mais était un meilleur avion d'appontage. Le Corsair a été déclaré "prêt au combat" à la fin de 1942, bien qu'il soit qualifié pour opérer uniquement à partir de bases terrestres jusqu'à ce que les problèmes de qualification sur porte-avions soit résolu. Le VF-17 est accueilli à bord de l'USS Bunker Hill à la fin de 1943, et le chef des opérations navales voulait équiper quatre groupes aériens de Corsairs à la fin de 1943. Le commandant des forces aériennes du Pacifique avait une opinion différente, déclarant que "dans l'ordre pour simplifier les problèmes de pièces de rechange et aussi pour assurer la flexibilité des opérations des porte-avions, la pratique actuelle dans le Pacifique consiste à affecter tous les Corsairs aux Marines et à équiper les escadrons de chasse sur les porte-avions moyens et légers de Hellcats". Le VF-12 a rapidement abandonné ses avions aux Marines. Le VF-17 a conservé ses Corsairs, mais a été retiré de son porte-avions, l'USS Bunker Hill, en raison de difficultés perçues dans l'approvisionnement en pièces en mer.
Les Marines avaient besoin d'un meilleur chasseur que le F4F Wildcat. Pour eux, il n'était pas aussi important que le F4U puisse être récupéré à bord d'un porte-avions, car ils volaient généralement depuis des bases terrestres. Mis à part les difficultés liées à la nouveauté, les escadrons du Corps des Marines adoptèrent facilement le nouveau chasseur.

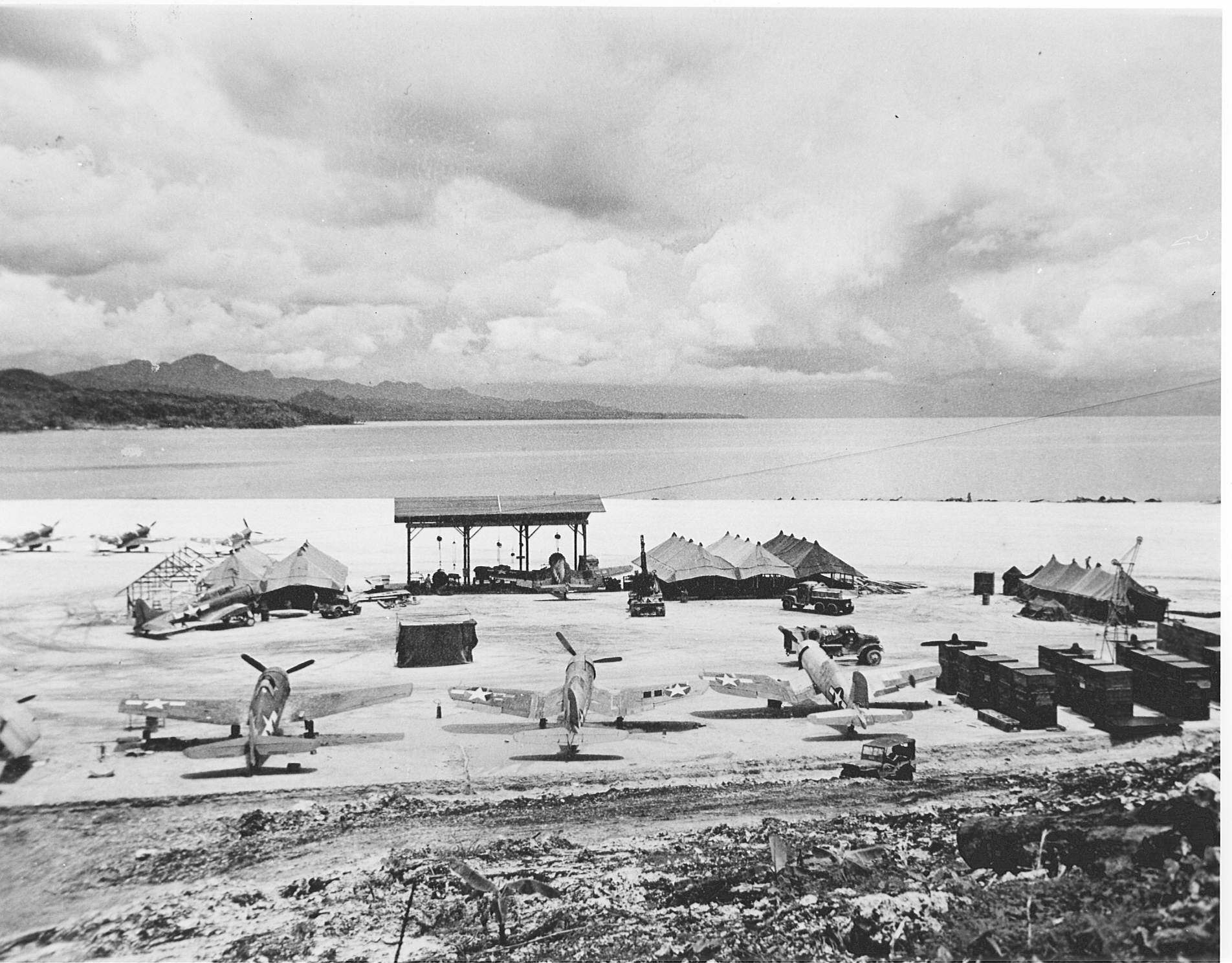
Aérodrome de Vella Lavella dans les îles Salomon le 10 décembre 1943 avec des F4U-1 Corsair des escadrons de chasse des Marines VMF-123 et VMF-124.

À partir de février 1943, le F4U est opéré à partir de Guadalcanal et finalement d'autres bases dans les îles Salomon. Une douzaine de F4U-1 du VMF-124 de l'USMC, commandés par le major William E. Gise, sont arrivés à Henderson Field (nom de code "Cactus") le 12 février. Le premier engagement de combat enregistré a eu lieu le 14 février 1943, lorsque les Corsairs du VMF-124 sous le commandement du major Gise ont aidé les P-40 et les P-38 à escorter une formation de Consolidated B-24 Liberator lors d'un raid contre l'aérodrome japonais de Kahili Airfield. Les chasseurs japonais ont attaqué le raid et les Américains ont eu de grosses pertes, avec quatre P-38, deux P-40, deux Corsair et deux Liberator perdus. Pas plus de quatre Zéros japonais ont été détruits. Un Corsair était responsable de l'une des destructions, bien qu'en raison d'une collision en vol. Ce fiasco a été qualifié de "massacre de la Saint-Valentin". Malgré les débuts, les Marines ont rapidement appris à mieux utiliser l'avion et ont commencé à démontrer sa supériorité sur les chasseurs japonais. En mai, les unités Corsair prenaient le dessus et VMF-124 avait produit le premier as du Corsair, le sous-lieutenant Kenneth A. Walsh, qui accumulerait un total de 21 victimes pendant la guerre.

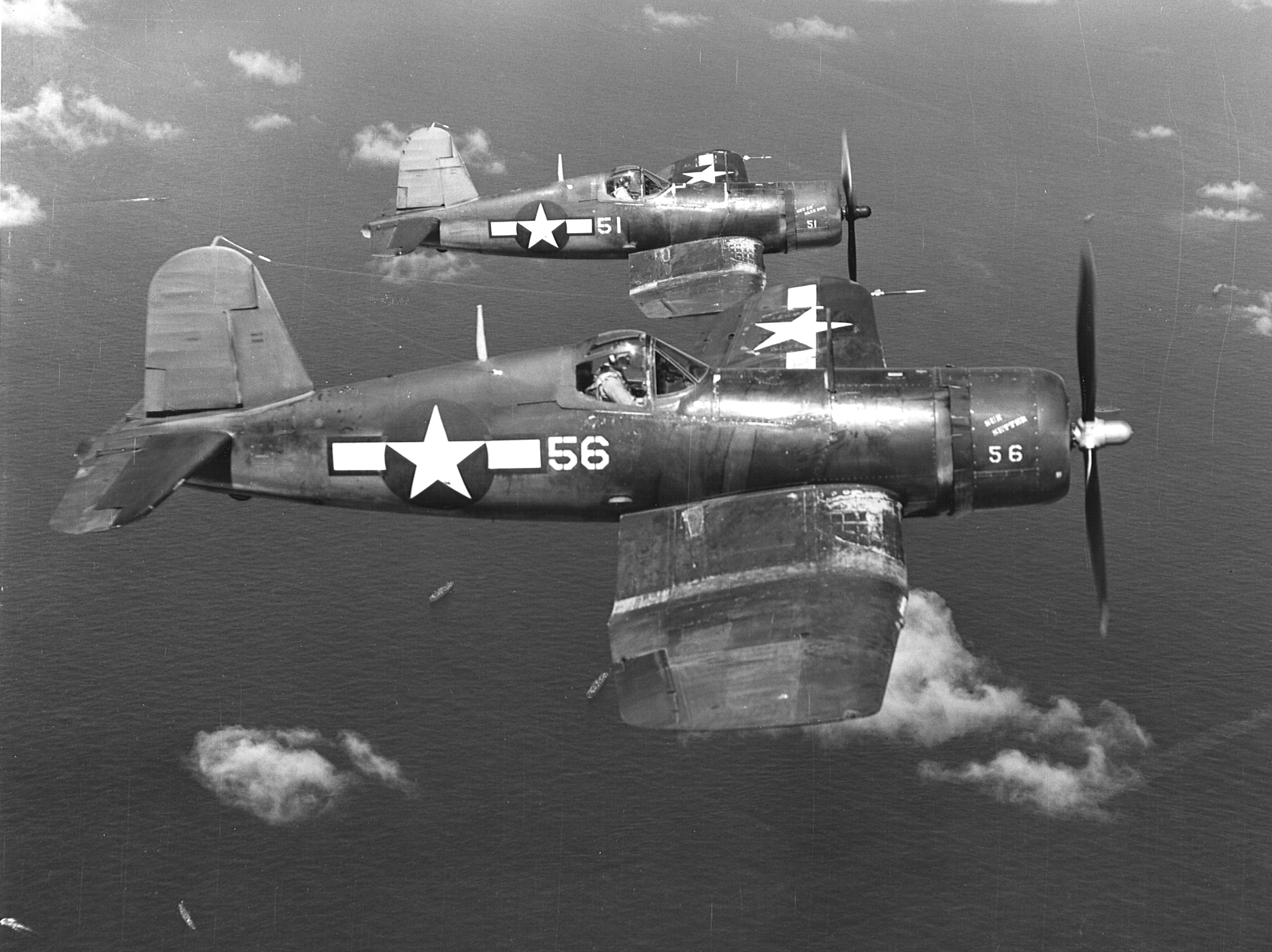
Corsairs F4U-1 du VMF-113 en vol près d'Eniwetok en 1944.

Le VMF-113 a été activé le 1er janvier 1943 à la Marine Corps Air Station El Toro dans le cadre du Marine Base Defence Air Group 41. Ils ont rapidement reçu leur effectif complet de 24 Corsairs F4U. Le 26 mars 1944, alors qu'ils escortaient quatre bombardiers B-25 lors d'un raid sur Ponape, ils enregistrèrent leurs premiers ennemis tués, abattant huit avions japonais. En avril de cette année-là, le VMF-113 a été chargé de fournir un soutien aérien pour les atterrissages à Ujelang. Comme l'assaut n'a pas rencontré d'opposition, l'escadron est rapidement revenu frapper des cibles japonaises dans les îles Marshall pour le reste de 1944.

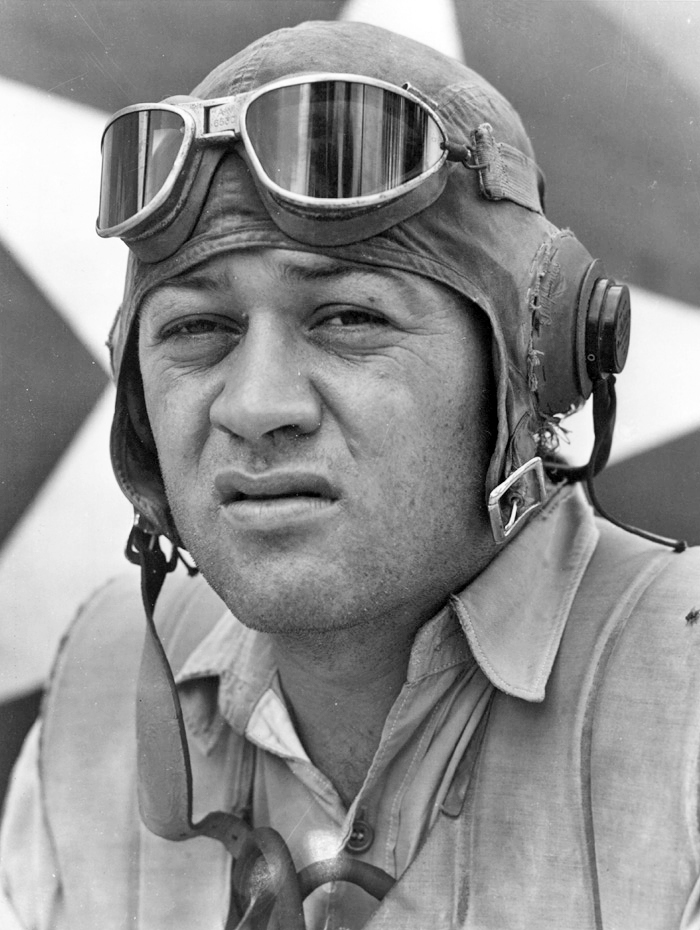
Gregory Boyington, as du Squadron VMF-214.

En 1943, après avoir quitté les Tigres volants, le major Gregory Boyington fut affecté au corps des Marines. Là, il réunit 27 pilotes plus ou moins expérimentés. À noter que dans la série inspirée de cette unité, la plupart avaient soit raté leur qualification sur le F4U Corsair, soit plus simplement étaient relégués à des tâches administratives en raison de leur comportement vis-à-vis de leurs supérieurs, ce qui n'est pas conforme à la réalité.

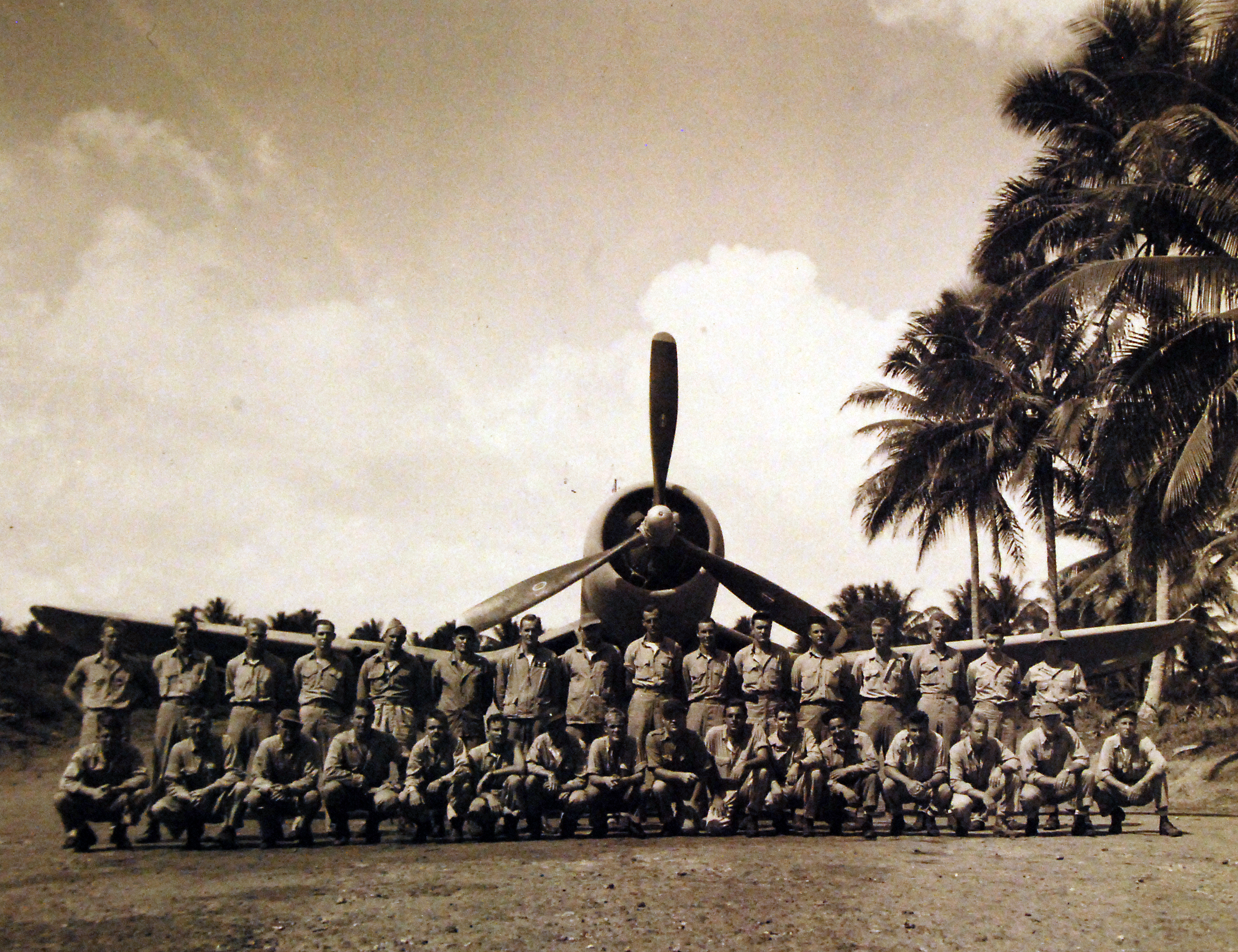
le VMF 214 (Black Sheep Squadron) à Espiritu Santo le 11 Septembre 1943. Note, le Major Gregory “Pappy” Boyington, 8ème à partir de la gauche.

Les combats dans le Pacifique nécessitant sans cesse de nouveaux pilotes, en raison de la préparation de l’attaque sur l’île Bougainville dans l'archipel des îles Salomon, Boyington fut chargé d'une mission presque impossible : la formation en moins de trois mois de ces 27 pilotes sur Corsair. Il prendrait alors provisoirement la tête de l'escadrille VMF-214 les "Têtes brûlées" (Black Sheep) basée à Vella Lavella dans la Province de l'Ouest des Îles Salomon.
Au vu des résultats de l'escadrille, le major Boyington garda le commandement de la VMF-214. Il prit part aux réunions d'état-major et imposa de nouvelles tactiques.
La VMF-214 a détruit plus de 203 avions japonais, dont 97 en combats aériens, coula de nombreux navires et surtout provoqua systématiquement les Japonais sur leurs propres terrains. Boyington a été crédité de 22 victoires sur F4U (sur 28 au total, dont six dans un P-40 des "Tigres Volants", bien que son score avec les "Tigres volants" ait été contesté). Parmi les autres pilotes Corsair réputés de l'époque, citons Kenneth Walsh du VMF-124, James E. Swett, Archie Donahue, Bill "Casey" Case, Robert M. Hanson et Donald Aldrich du VMF-215 ; Tommy Blackburn, Roger Hedrick et Ira Kepford du VF-17.

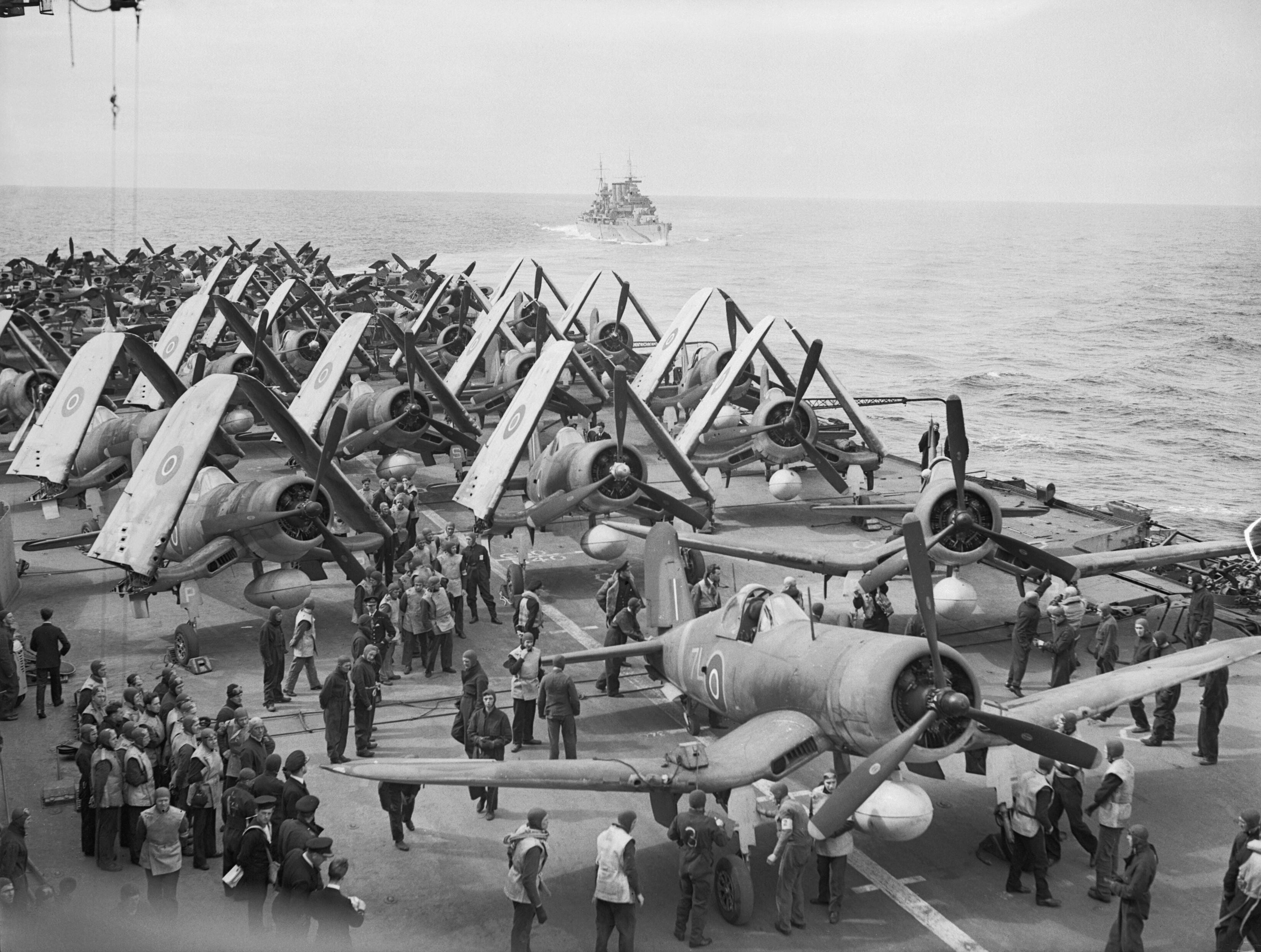
Corsair sur le pont du HMS FORMIDABLE au large de la Norvège en juillet 1944.

Une destruction particulièrement inhabituelle a été marquée par le lieutenant de marine RR Klingman du VMF-312 (les "damiers") au-dessus d'Okinawa. Klingman était à la poursuite d'un avion bimoteur japonais à haute altitude lorsque ses canons se sont bloqués en raison de l'épaississement de la lubrification des canons à cause du froid extrême. Il coupa la queue de l'ennemi avec la grosse hélice du Corsair. Bien qu'il ait rogné cinq pouces (130 mm) de l'extrémité de ses pales d'hélice, il a réussi à atterrir en toute sécurité après cette attaque aérienne. Il a reçu la Croix de la Marine.

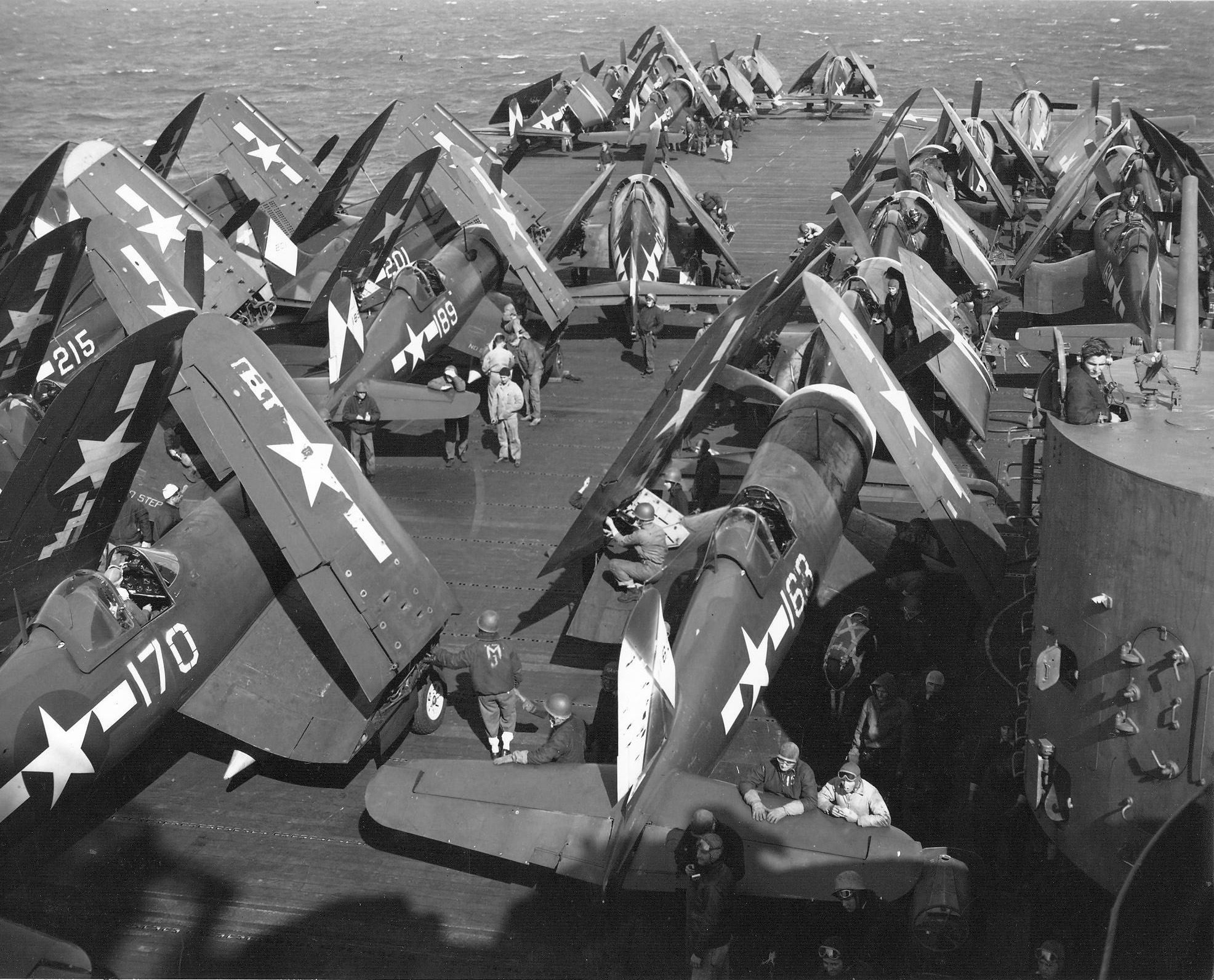
Air Group 83 à bord de l'USS Essex (CV-9) en Mai 1945.

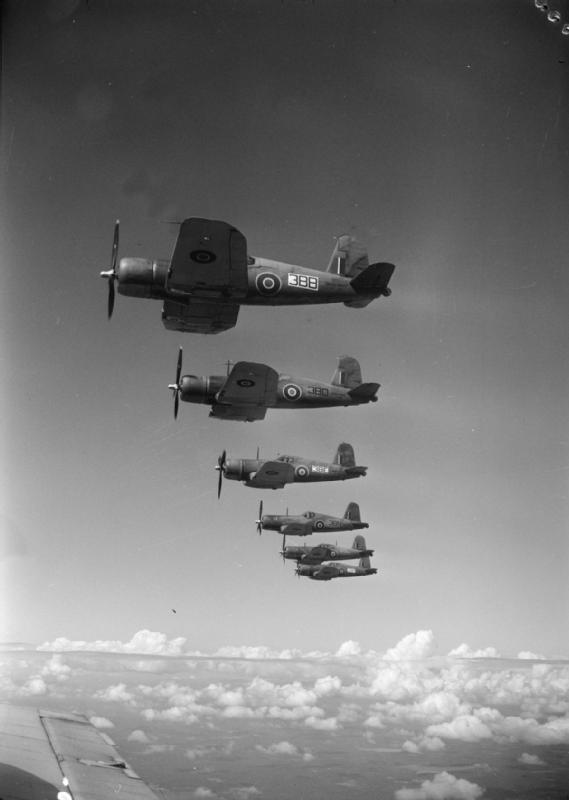
Formation de Corsair Brewster F3A-1D (Mk III) ou Goodyear FG-1D (Mk IV) britanniques en novembre 1944.

Le 3 avril 1944, pendant l'opération Tungsten visant à détruire le cuirassé allemand Tirpitz en Norvège, le HMS Victorious de la Fleet Air Arm britannique devint le premier porte-avions à utiliser opérationnellement le Corsair au sein du Squadron No. 1834.
Le Corsair fut principalement déployé durant les campagnes du Pacifique pour affronter l'armée impériale japonaise à partir de 1944.

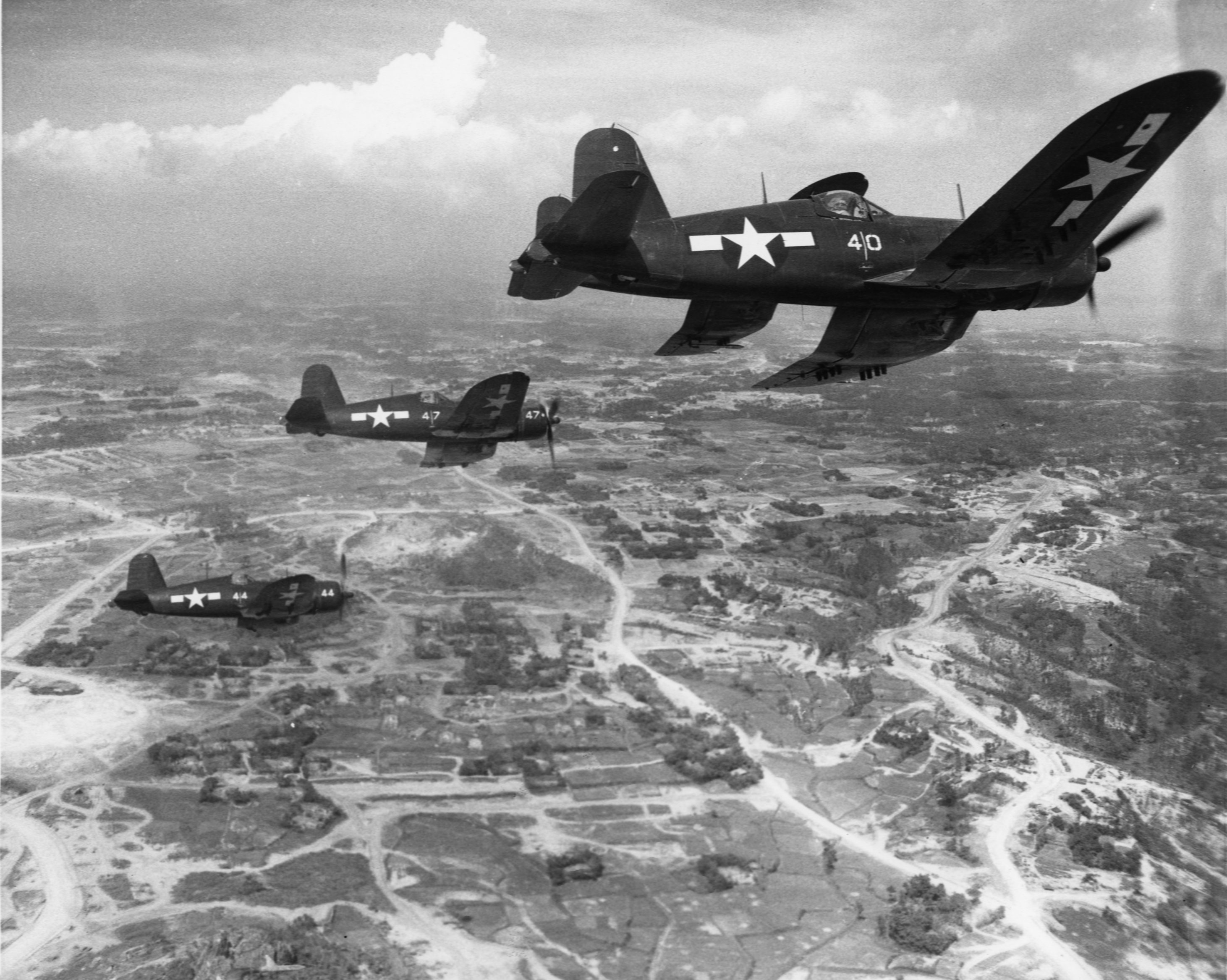
Corsairs FG-1D du Marines Fighting Squadron 323 (VMF-323) "Death Rattlers" au sud des lignes de front sur Okinawa, en juin 1945.

Entre le 7 et le 30 avril 1945, trois cent cinq exemplaires du Corsair furent déployés par l'US Navy lors de la bataille d'Okinawa, avec le soutien de cent quatre vingt douze Corsair du corps des Marines dans les escadrons VMF-312, VMF-323, VMF-224 et une poignée d'autres. Sur six cents missions effectuées, ces unités remportèrent cent vingt quatre victoires, faisant du Corsair un avion de légende surnommé « Sweetheart of Okinawa ». Au total, cet avion totalisa plus de deux mille cent quarante victoires, ce qui en fait le deuxième avion le plus crédité du Pacifique (après le Grumman F6F Hellcat), cent quatre vingt neuf appareils seulement furent abattus en combat aérien.
Même du côté nippon, le Corsair était devenu légendaire et connu sous le nom de « mort sifflante » en raison du bruit que faisait l'air sur les bords d'attaque des ailes.

### Guerre de Corée

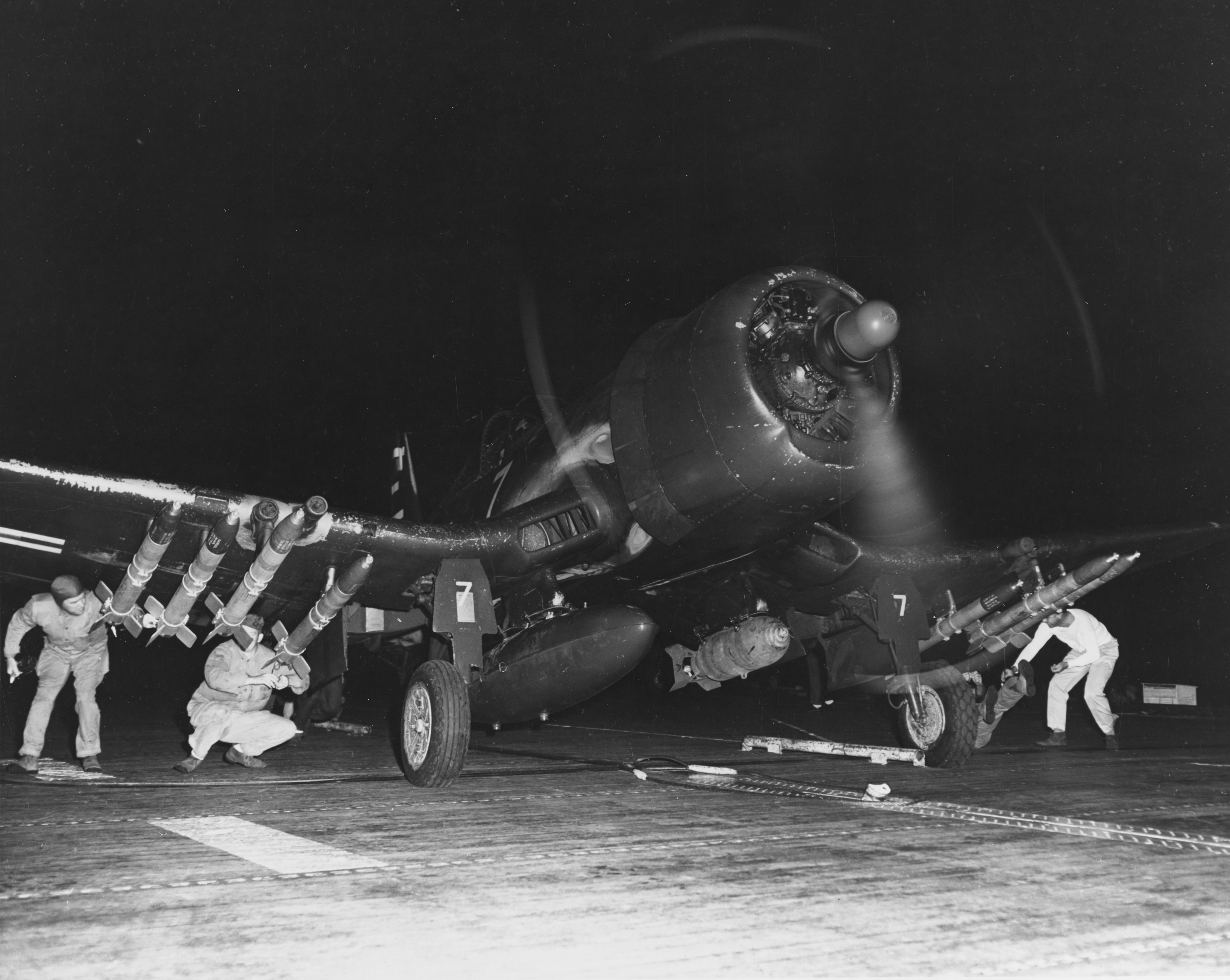
F4U-4B Corsair du VMF-214 "Blacksheep" sur le au large de la Corée, en 1950.

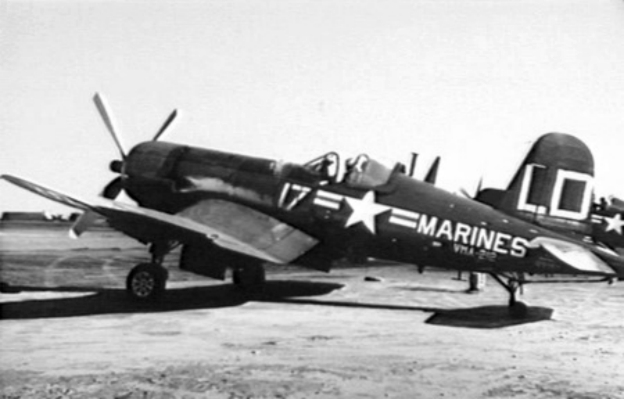
AU-1 Corsair du VMF-212 à Kimpo en 1952.

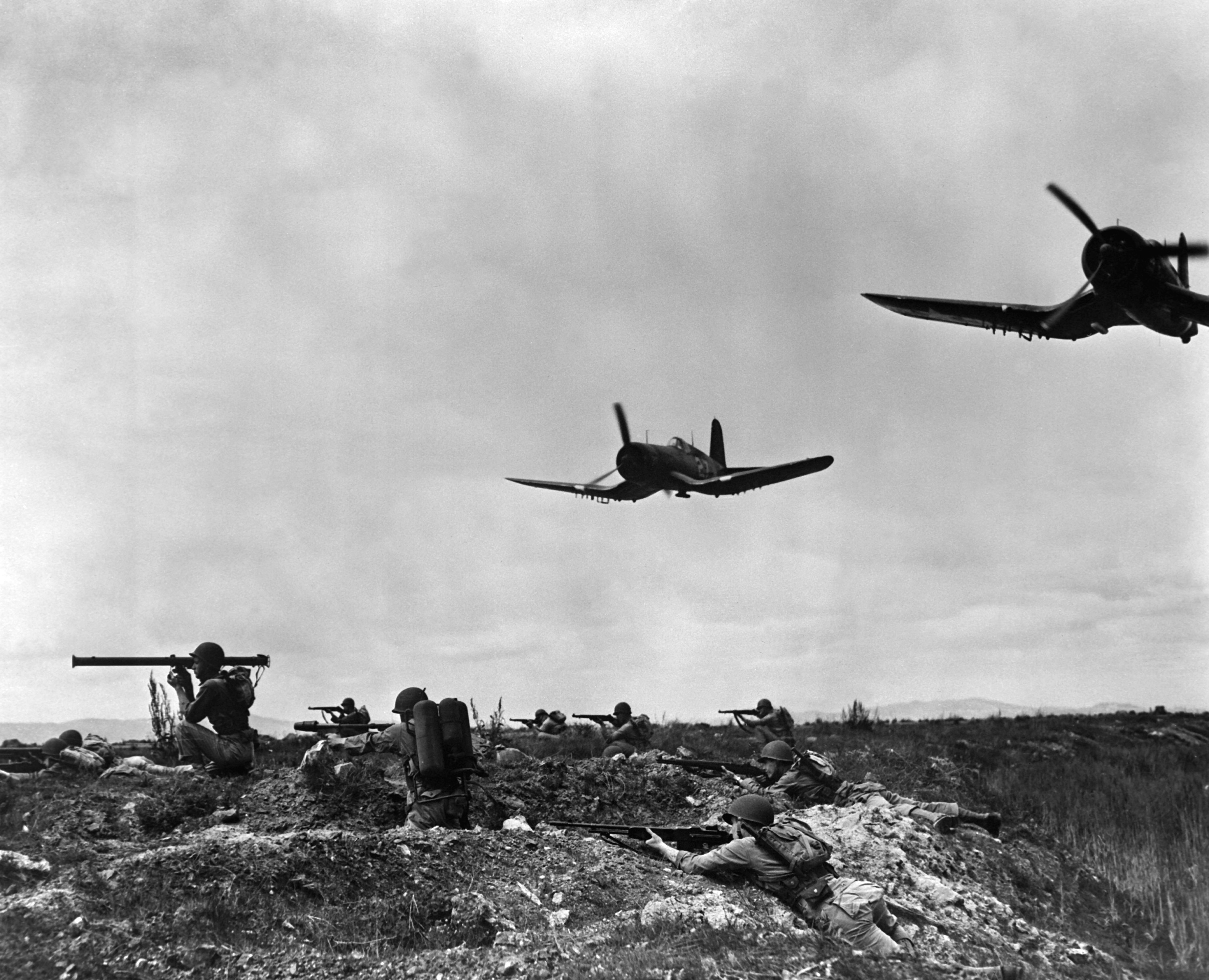
Photo de propagande montrant deux F4U-1D Corsair survolant un peloton de Marines en manœuvre le 1 janvier 1953.

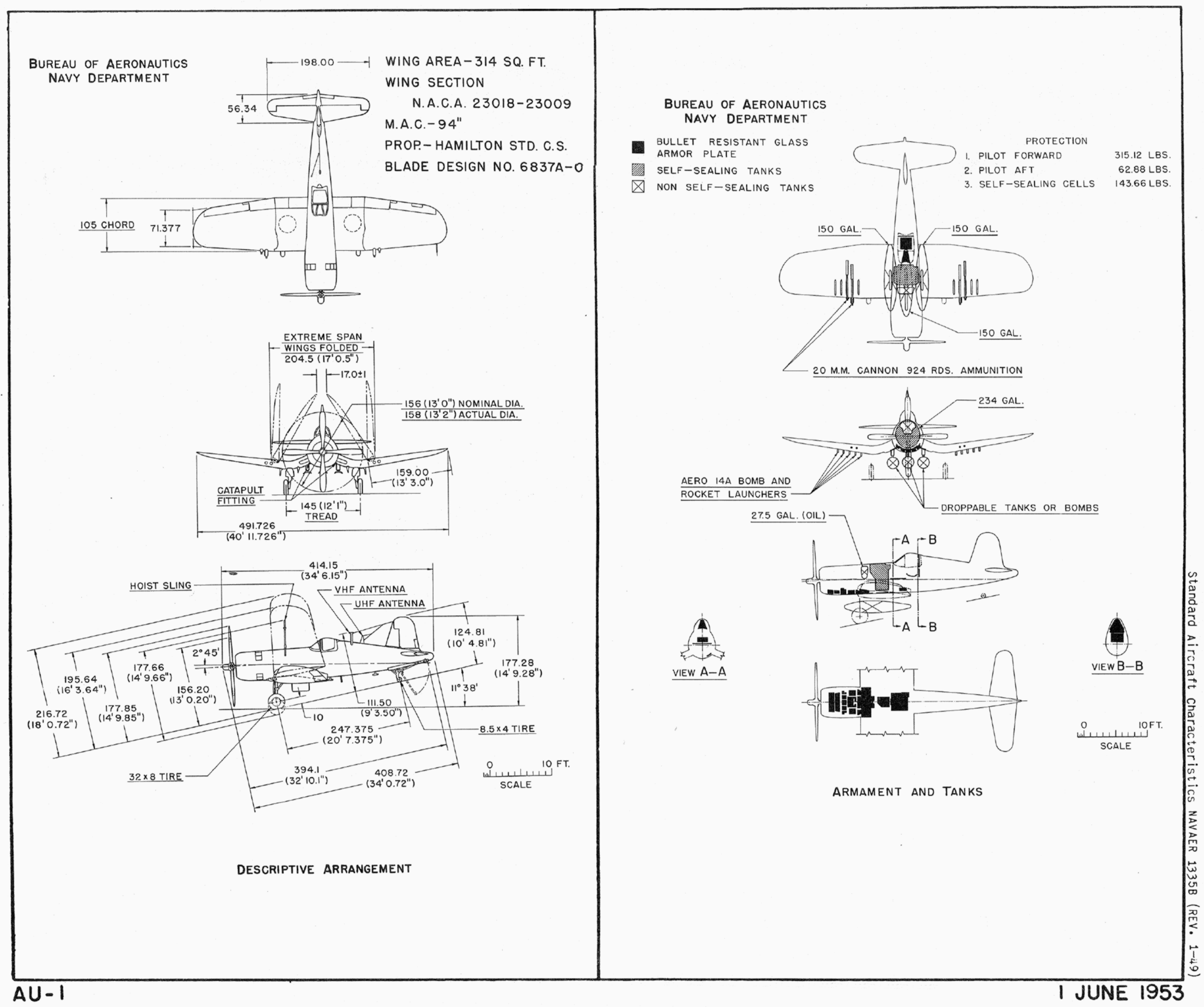
Vought AU-1 Corsair: Caracterisiques standards en 1953.

Durant la guerre de Corée, le Corsair fut utilisé pour 80 % des missions d'appui au sol. Le Corsair AU-1 était une version pour l'attaque au sol produite pour cette guerre. L'avion abandonnant son statut de supériorité dans les airs durant la Seconde Guerre mondiale au profit des missions d'appui au sol dans le conflit coréen, la géométrie de ses ailes devint une caractéristique intéressante. En effet, une aile droite basse pouvait bloquer la visibilité du sol depuis le cockpit alors que le pilote du Corsair, grâce à l'échancrure de l'aile, avait de meilleures références au sol.
L'AU-1 Corsair a été développé à partir du F4U-5 et était une version d'attaque au sol qui fonctionnait normalement à basse altitude: en conséquence, le moteur Pratt & Whitney R-2800-83W utilisait un compresseur à un étage à commande manuelle, plutôt que le compresseur automatique à deux étages du -5. Les versions du Corsair utilisées en Corée de 1950 à 1953 étaient les AU-1, F4U-4B, -4P, et -5N et -5NL. Il y a eu des combats aériens entre les F4U et les chasseurs Yakovlev Yak-9 de construction soviétique au début de la guerre, mais lorsque l'ennemi a introduit le Mikoyan-Gourevitch MiG-15, le Corsair a été surpassé. Le 10 septembre 1952, un MiG-15 a commis l'erreur de participer à un combat tournoyant avec un Corsair piloté par le capitaine de marine Jesse G. Folmar, celui-ci abattant le MiG avec ses quatre canons de 20 mm. À leur tour, quatre MiG-15 ont abattu Folmar quelques minutes plus tard; Folmar a survécu au crash et a été rapidement secouru avec peu de blessures.

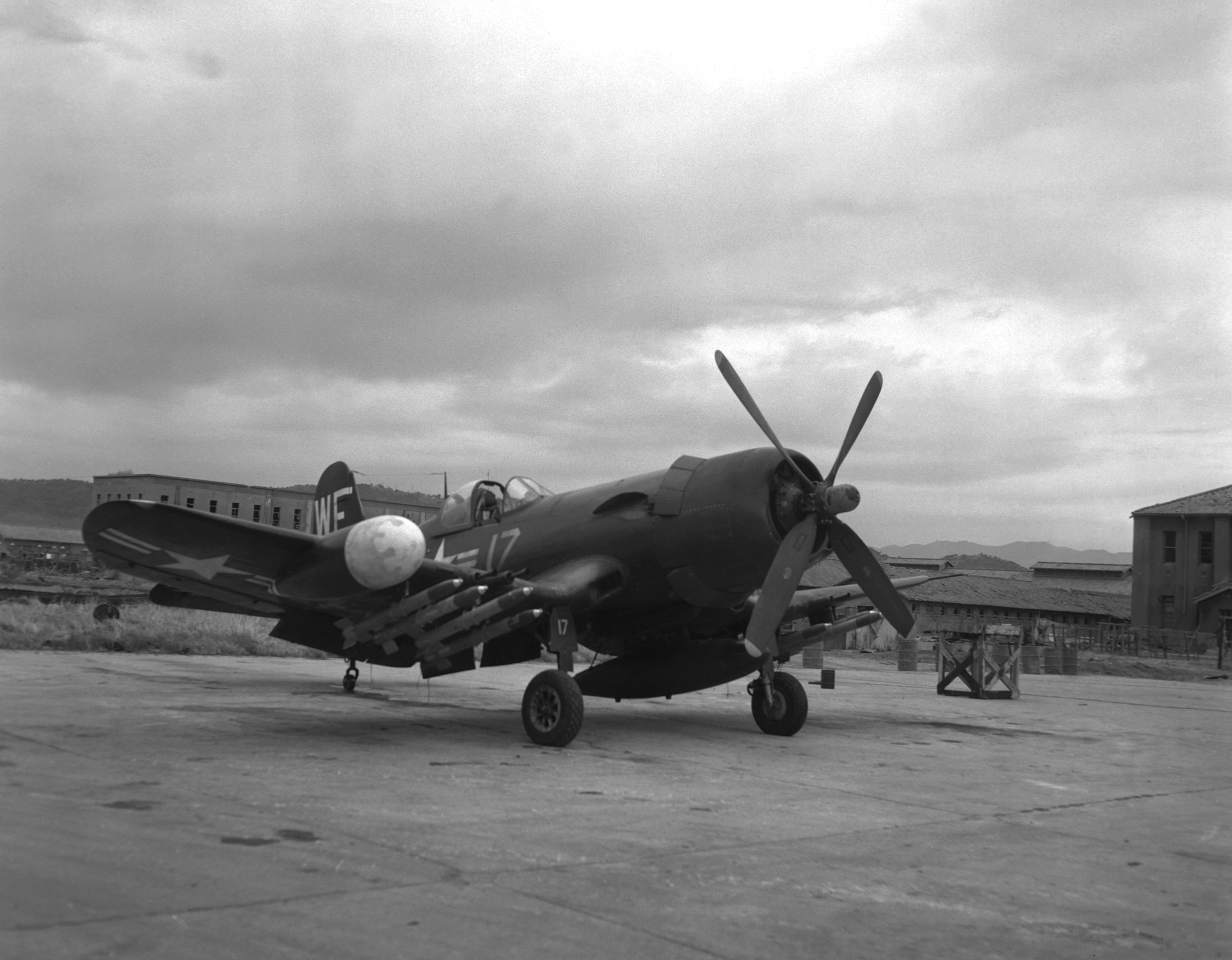
F4U-5N Corsair du VMFN-513 à Wonsan en 1950.

Les chasseurs de nuit F4U-5N et -5NL Corsair équipés d'un radar d'interception aérienne ont été utilisés pour attaquer les lignes de ravitaillement ennemies, y compris les convois de camions et les trains, ainsi que pour interdire les avions d'attaque nocturne tels que le Polikarpov Po-2 "Bedcheck Charlies", qui ont été utilisés pour harceler les forces de l'ONU la nuit. Les F4U opéraient souvent avec l'aide de "transports lance-fusées" C-47 qui larguaient des centaines de fusées éclairantes au magnésium de 1000000 cd pour éclairer les cibles. Pour de nombreuses opérations, des détachements de F4U-5N de la marine américaine ont été affectés sur des bases à terre. Le chef d'une de ces unités, le lieutenant Guy Bordelon du VC-3 (Détachement D) de l'USS Princeton, est devenu le seul as de la Marine pendant la guerre, en plus d'être le seul as américain en Corée à utiliser un avion à moteur à pistons. Bordelon, surnommé "Lucky Pierre", a été crédité de victoires sur trois Lavotchkine La-9 ou La-11 et sur deux Yakovlev Yak-18 entre le 29 juin et le 16/17 juillet 1952. Les Corsairs des Marines et de la Navy ont été crédités d'un total de 12 avions ennemis abattus.

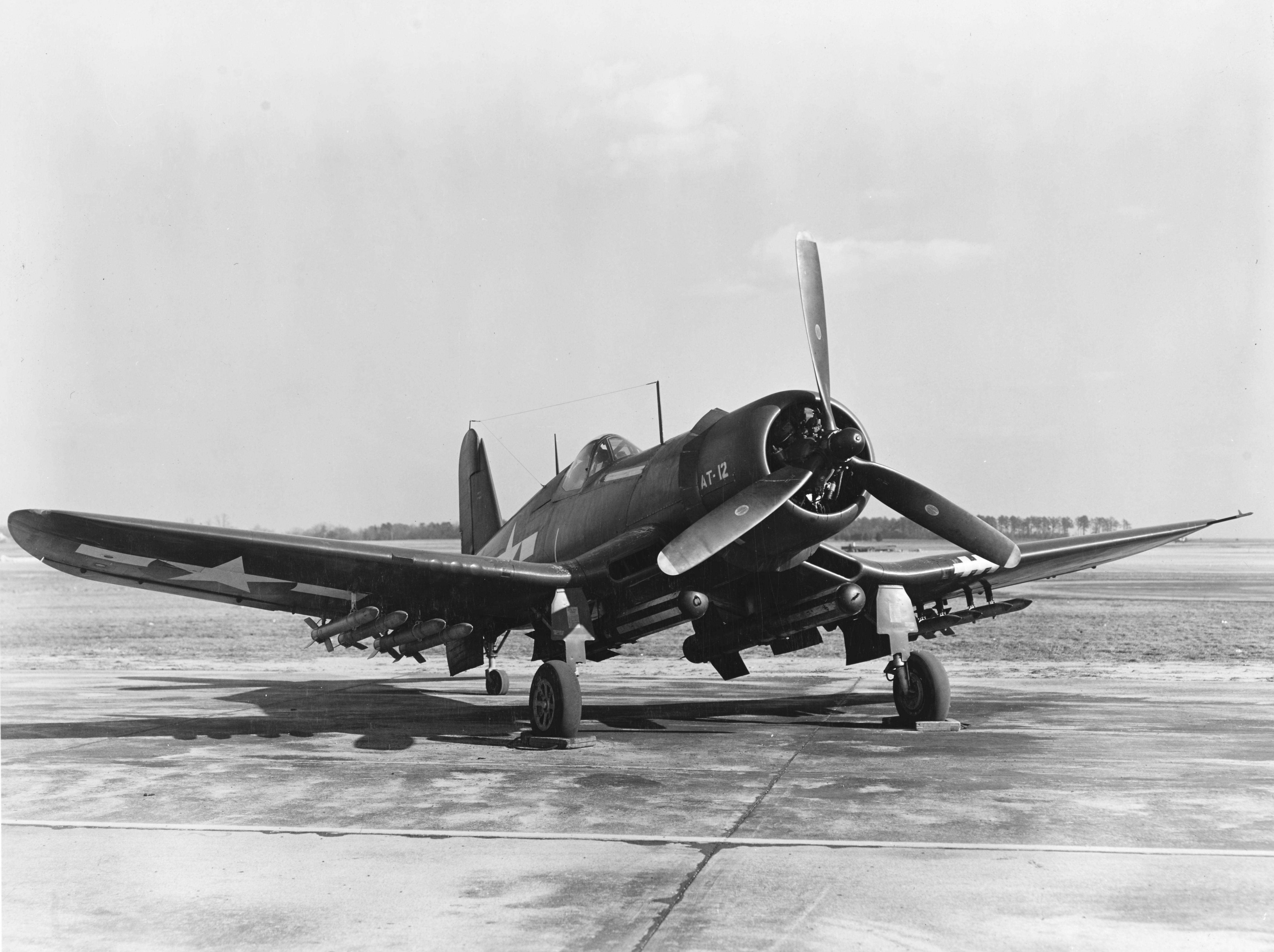
U.S. Navy Vought F4U-1D Corsair (BuNo 57569) au Naval Air Test Center, Patuxent River, Maryland, 31 janvier 1945. Cet avion a huit High-Velocity Aircraft Rockets (HVAR) de 5 pouces sous ses ailes et deux roquettes "Tiny Tim" de 11,75 pouces montées sous sa section médiane.

Plus généralement, les Corsair attaquaient avec canons, réservoirs de napalm, bombes et roquettes. Les HVAR (High Velocity Aircraft Rocket) de 5 pouces était une arme fiable; les tanks robustes de construction soviétique se sont avérés résistants au frappes du HVAR, ce qui a conduit au développement d'une nouvelle ogive antichar à charge en forme de 6,5 pouces (17 cm); Le résultat s'appelait ATAR (Anti-Tank Aircraft Rocket). La roquette "Tiny Tim" de 11,75 pouces (29.8 cm) a également été utilisé au combat, l'avion en emportant deux sous le ventre.
Le lieutenant Thomas J. Hudner, Jr., aux commandes d'un F4U-4 de l'escadron VF-32 au large de l'USS Leyte, a reçu la médaille d'honneur pour l'atterrissage en catastrophe de son Corsair dans une tentative de sauvetage de son compagnon d'escadron, l'enseigne Jesse L. Brown, dont l'avion avait été atteint par des tirs antiaériens près de Changjin lors de la Bataille du réservoir de Chosin. Brown, qui n'a pas survécu à l'incident, a été le premier aviateur naval afro-américain de la marine américaine.

### L'aéronautique navale française
Dans le rang des unités de l'aéronautique navale française, grâce au Military Assistance Program (MAP), 25 AU-1 provenant de l’USMC entrèrent en service à partir du 15 janvier 1953 et furent utilisés en Indochine, les survivants retournant aux États-Unis fin 1954. 94 Corsair F4U-7 spécialement construits pour la France (79 en 1952, 15 en 1953) furent utilisés en Algérie ainsi que lors de la crise de Suez avec l'opération Mousquetaire. Il fut le premier avion à équiper la flottille 17F.
Tous les Corsair français sont retirés du service à la fin de 1964. Certains furent exposés dans des musées et d'autres furent acquis par des passionnés d'anciens avions de guerre.

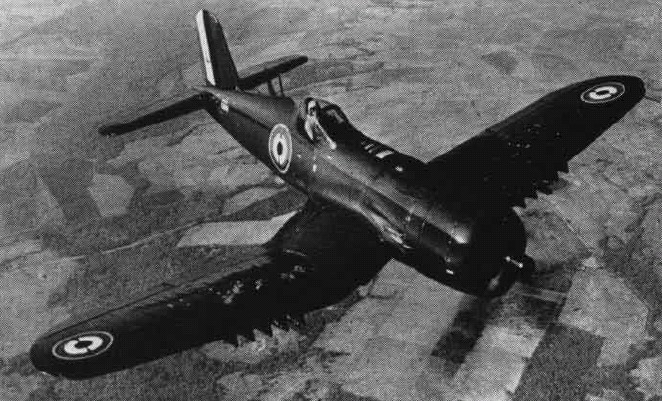
Un des premiers Corsair F4U-7 aux couleurs de l'aviation navale française.
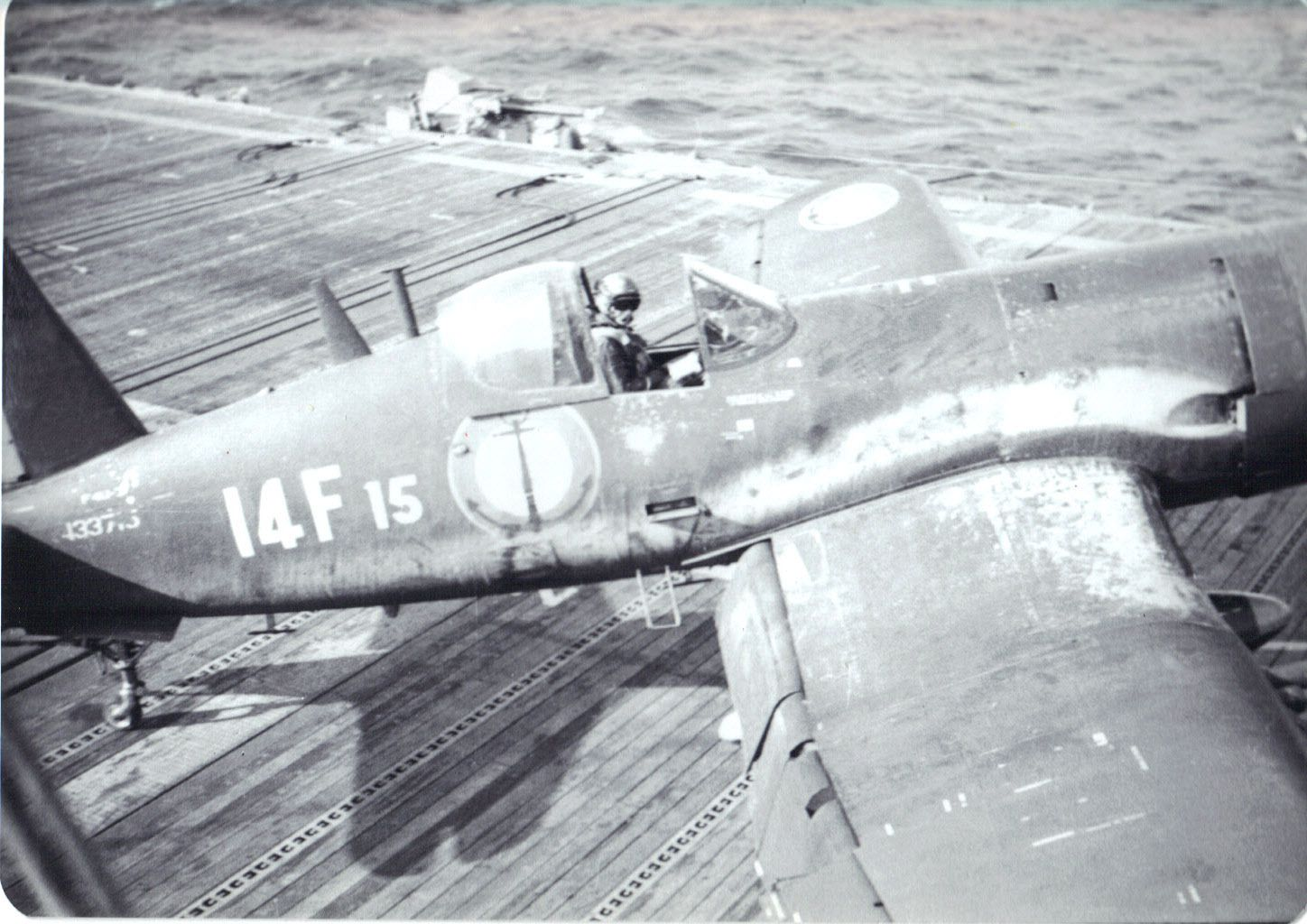
Un Vought F4U-7 Corsair de la flottille 14F sur le La Fayette (R96) en 1962.
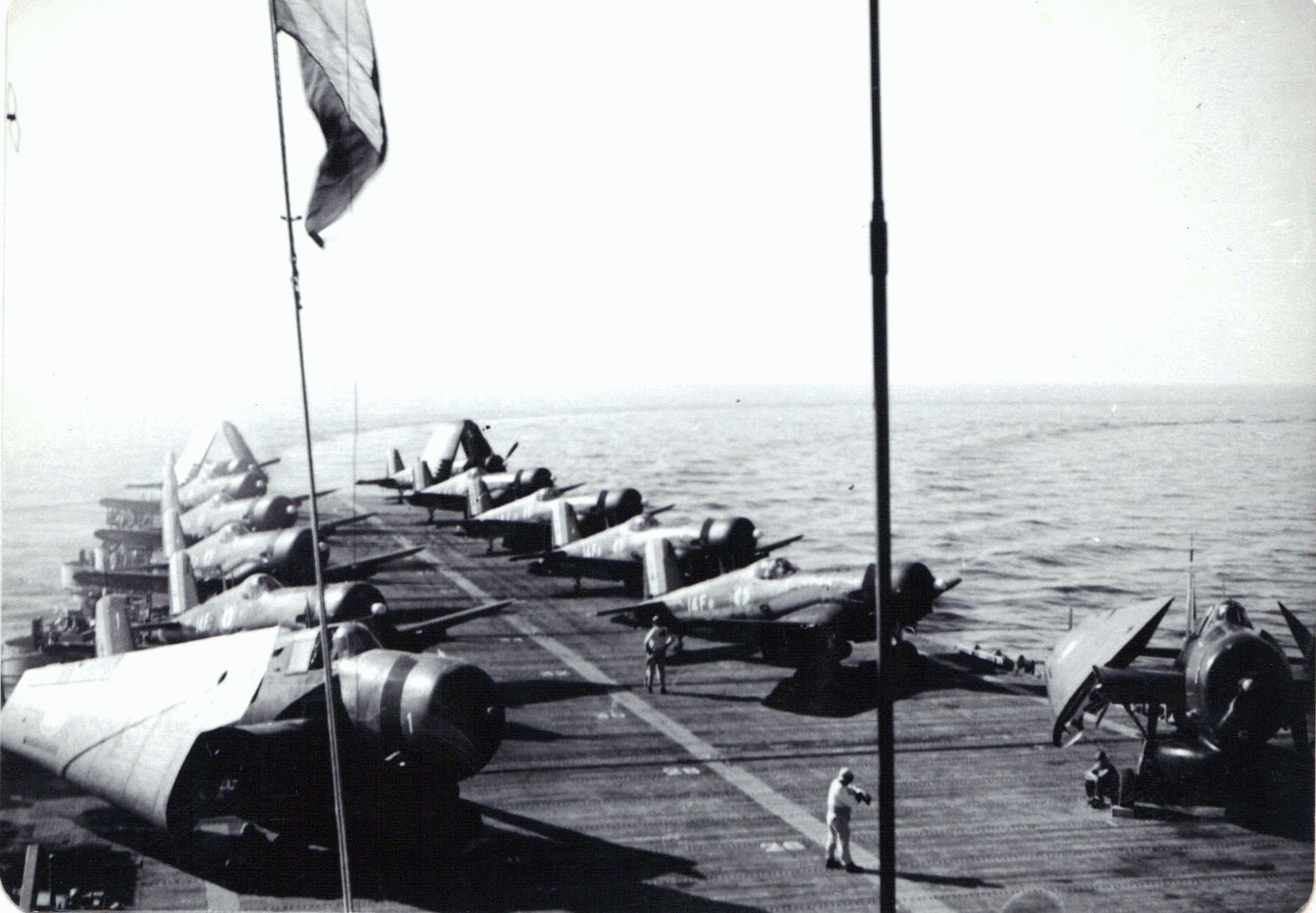
Grumman TBW-3W Avenger et Vought F4U-7 Corsair sur le La Fayette en 1962.

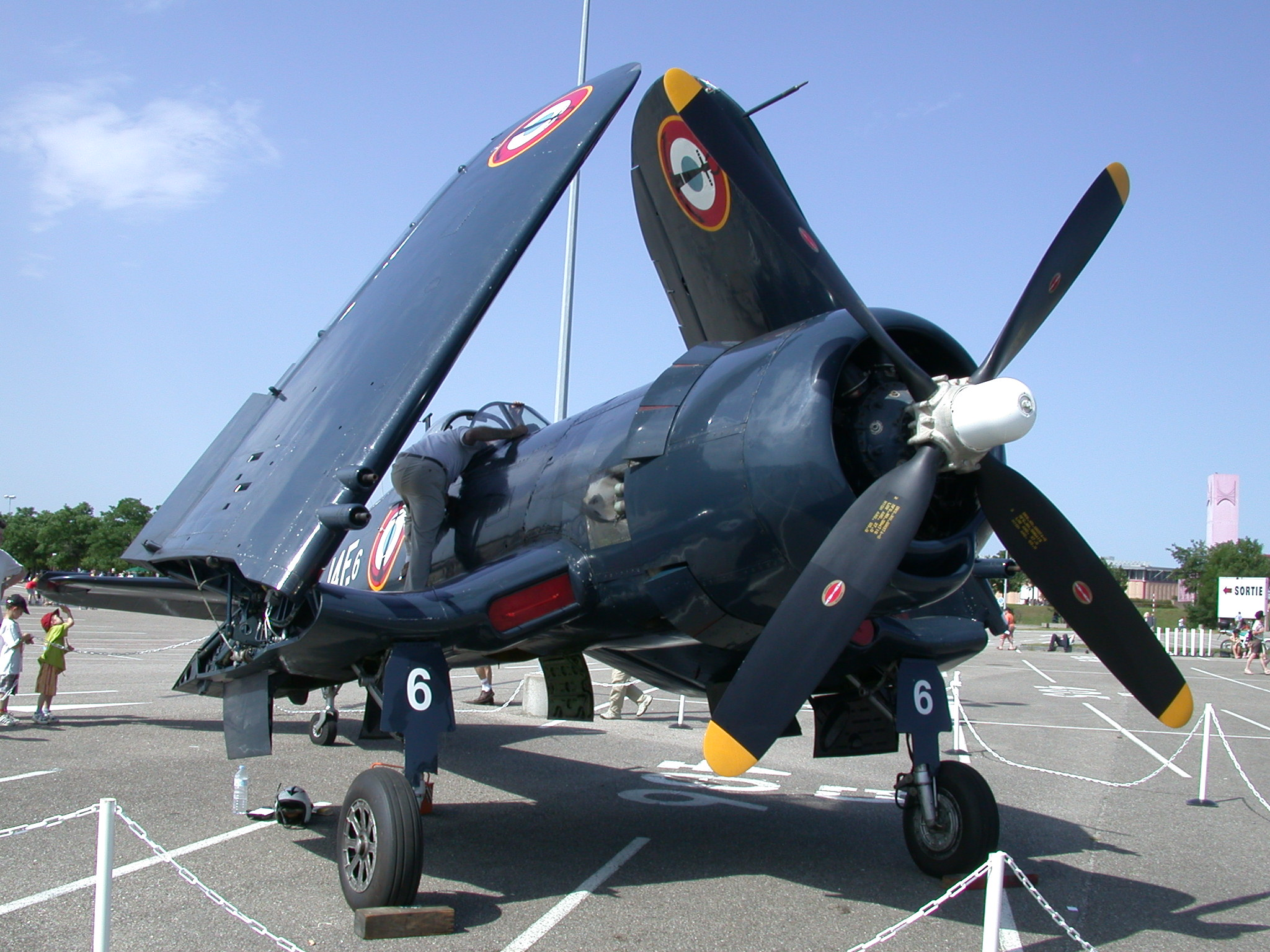
Corsair de l'aéronavale, ailes repliées, lors de l'Avia Expo (2002).
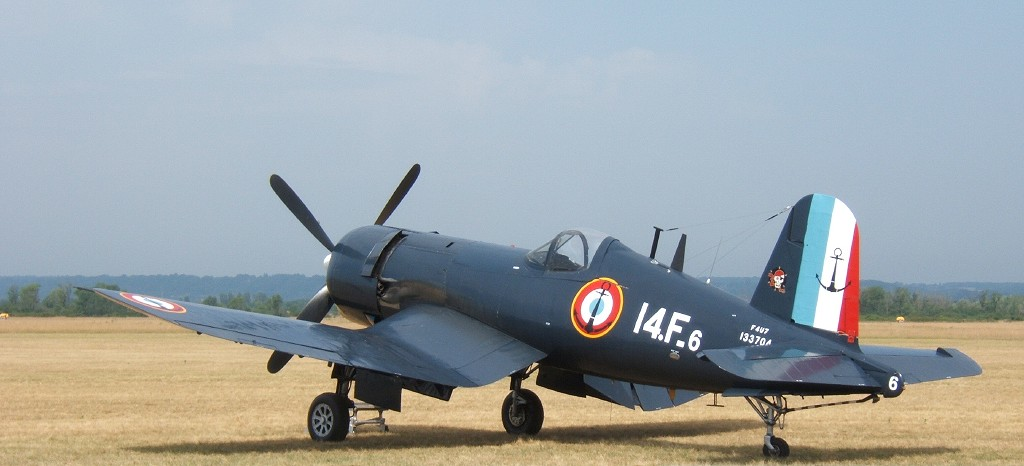
Corsair F4U-5NL Bu#124541 argentin modifié au standard F4U-7, lors du meeting aérien d'Ambérieux en Bugey (01) (2006).
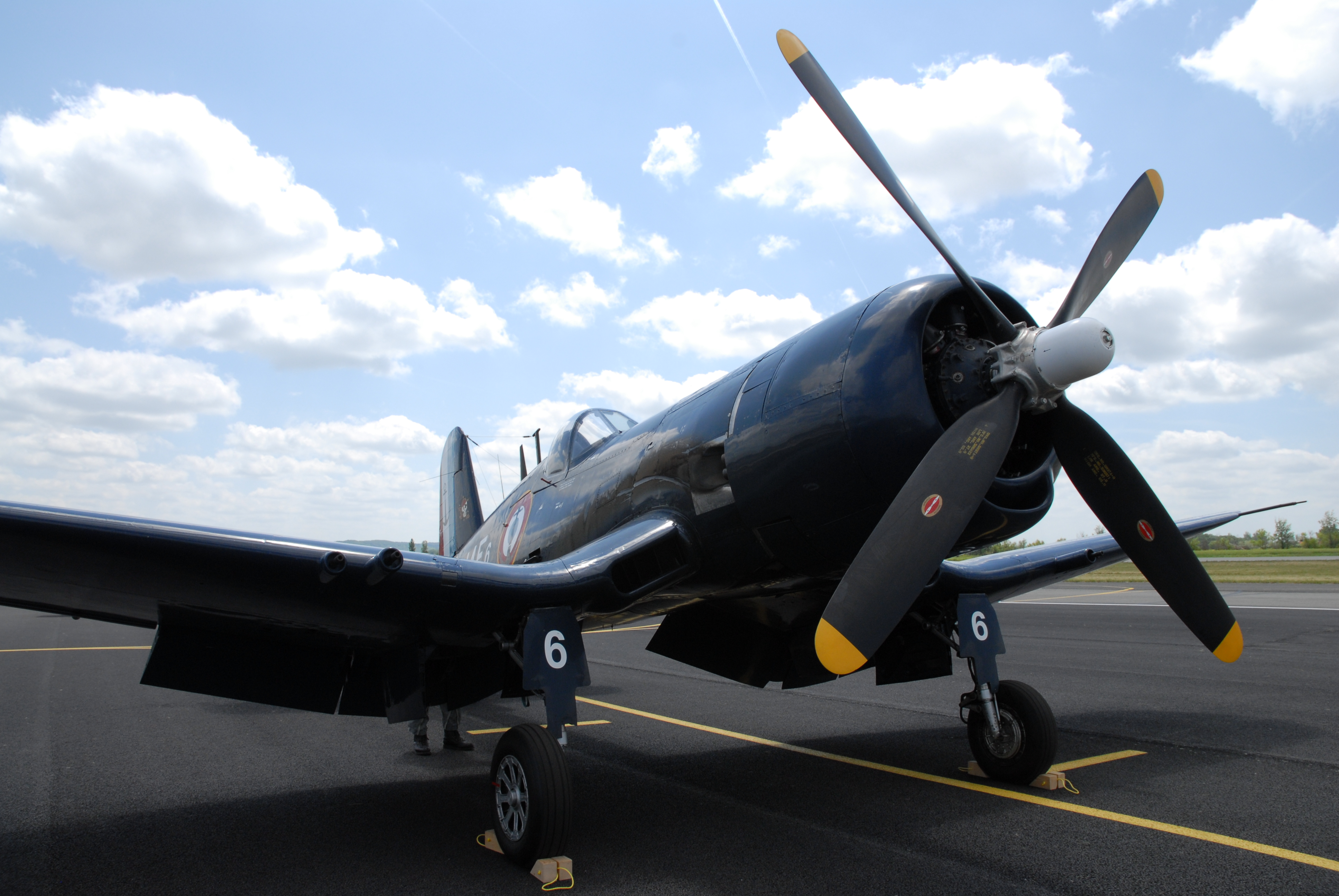
Corsair F4U-5NL argentin reconditionné en F4U-7 lors de l'Air Expo (2007).

### Révolte de la marine argentine en 1963

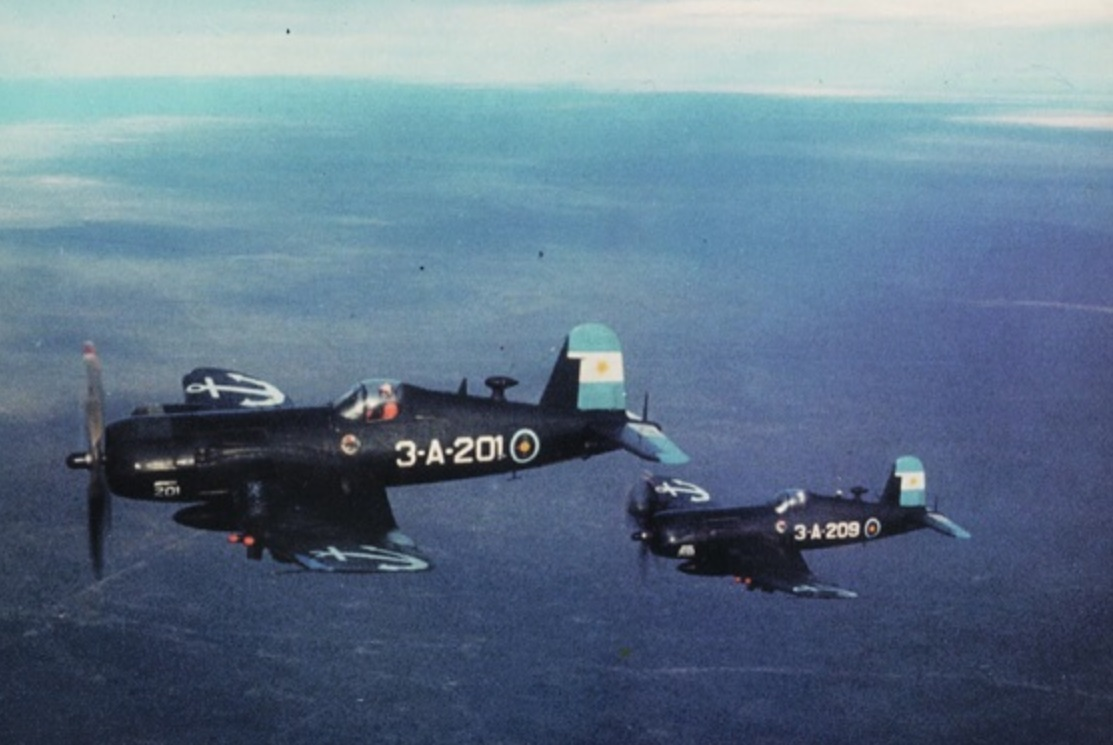
Deux F4U-5 Corsair de la marine Argentine.

Le 2 et 3 avril 1963, une partie de la marine argentine se souleva contre le gouvernement. Les combats les plus rudes eurent lieu quand le 8e Régiment de blindés argentin loyaliste se mobilisa en vue de saisir la base navale de Punta Indio. Sous les ordres du commandant de la base, des F9F Panther, des AT-6 Texan et des F4U Corsairs de la marine argentine bombardèrent la colonne qui avançait, détruisant une douzaine de blindés M4 Sherman, causant 9 morts et 22 blessés et la perte d'un Corsair. À huit heures du matin le 3 avril, l’armée de l’air argentine riposta en lançant une frappe aérienne composée de F-86 Sabre, de Gloster Meteor et de MS.760 contre Punta India, détruisant cinq avions de la marine au sol. Le 8e Régiment de blindés entra par la suite à Punta Indio, mais la trouva abandonnée, son personnel ayant fui vers le Paraguay, laissant derrière eux 5 morts au combat et quatre blessés.

### Guerre de Cent Heures
Les derniers combats de cet avion eurent lieu lors de la guerre de Cent Heures, plus connue sous le nom de guerre du Football, qui opposa le Honduras et le Salvador en 1968 ; on peut dire qu'ils furent fratricides, les deux pays étant équipés de Corsair et North American P-51 Mustang.

## Caractéristiques et production des variantes
| Modèle            | Variantes         | Fleet Arm                                    | Rôle / Spécificité            | Moteur P&W                                       | Observations | Production                                     |
| ----------------- | ----------------- | -------------------------------------------- | ----------------------------- | ------------------------------------------------ | --- | ---------------------------------------------- |
| F4U-1             | XF4U-1            |                                              | prototype                     | XR-2800-4 (1 805 ch)                             | 1er vol le 29 Mai 1940; hélice tripale; 2 mitrailleuses de .30 in (7.62 mm) et 2 de .50 in (12.7 mm) | 1                                              |
| F4U-1             | F4U-1             | F4U-1 : Mk I F3A-1 : Mk III FG-1:Mk IV       | chasseur embarqué             | R-2800-8 (2 000 ch)                              | Juin 1942: Six mitrailleuses .50 in (12.7 mm) Browning AN/M2 FG-1 : fabrication Goodyear ; F3A-1 : fabrication Brewster                                                                                                  | Vought : 2 814 Goodyear : 2 009 Brewster : 735 |
| F4U-1             | F4U-1A (a)        | F4U-1A : Mk II F3A-1A : Mk III FG-1A : Mk IV | diverses améliorations        | R-2800-8W (2 250 ch)                             | février 1943: verrière « bulle » ; suspensions du train d'atterrissage améliorées; FG-1A : fabrication Goodyear ; F3A-1A : fabrication Brewster                                                                          | Vought : 2 814 Goodyear : 2 009 Brewster : 735 |
| F4U-1             | F4U-1C            |                                              | version canon                 | idem                                             | août 1943: 4 canons de 20 mm (0.79 in) AN/M2 | 200                                            |
| F4U-1             | F4U-1D            | F4U-1D : Mk II F3A-1D : Mk III FG-1D : Mk IV | chasseur-bombardier           | R-2800-8W (2 250 ch)                             | avril 1944: roquettes (le double des -1A) transportées sur des rails de lancement permanents, 2 pylônes sous le fuselage pour bombes ou réservoirs largables, F3A-1D : fabrication Brewster FG-1D : fabrication Goodyear | Vought : 1 685 Goodyear : 1 997 Brewster : 430 |
|                   | F4U-1P            |                                              | reconnaissance photographique | R-2800-8W (2 250 ch)                             | | ?                                              |
| F4U-2             |                   |                                              | chasseur de nuit              | R-2800-8W (2 250 ch)                             | équipé d'un radar d'interception placé dans un radôme à l'extérieur de l'aile tribord 32 F4U-1 + 2 F4U-1A modifiés | 34 (b)                                         |
| XF4U-3            | XF4U-3            |                                              | prototype                     | R-2800-14C (? ch)                                | hélice quadripale; prise d'air sous le nez | 2 (b)                                          |
| XF4U-3            | XF4U-3B           |                                              | prototype                     | R-2800-16 (? ch)                                 | | 1 (b)                                          |
| F2G (Goodyear)    | XF2G-1            |                                              | prototype                     | R-4360-4 (3 000 ch)                              | juillet 1945: cockpit bulle à vision panoramique. | 8 (c)                                          |
| F2G (Goodyear)    | F2G-1 (d)         |                                              | intercepteur rapide           | idem                                             | repliage manuel des ailes | 5                                              |
| F2G (Goodyear)    | F2G-2 (d)         |                                              | idem                          | idem                                             | repliage hydraulique des ailes | 5                                              |
| F4U-4             | XF4U-4            |                                              | prototype                     | R-2800-18W (2 000 ch) puis R-2800-42W (2 100 ch) | début 1945; les réservoirs de carburant non blindés des ailes ont été retirés. | 7 (b)                                          |
| F4U-4             | F4U-4             |                                              | chasseur-bombardier           | R-2800-42W (2 100 ch)                            | dont 2 FG-4 (Goodyear) (e) | 2 052                                          |
| F4U-4             | F4U-4B            |                                              | version canon                 | idem                                             | 4 canons de 20 mm (0.79 in) AN/M2 | 297                                            |
| F4U-4             | F4U-4E -4N        |                                              | chasseur de nuit              | idem                                             | -4E était équipé du radar de recherche APS-4, tandis que le -4N était équipé de l'APS-6; 4 canons de 20 mm (0.79 in) AN/M2                                                                                               | 1                                              |
| F4U-4             | F4U-4P            |                                              | reconnaissance photographique | idem                                             | | 9                                              |
| F4U-5             | XF4U-5            |                                              | prototype                     | R-2800-32W 2 459 ch                              | 21 Décembre 1945: panneaux d'ailes métalliques | 3 (f)                                          |
| F4U-5             | F4U-5             |                                              | chasseur-bombardier           | idem                                             | 4 canons de 20 mm (0.79 in) AN/M2 | 223                                            |
| F4U-5             | F4U-5N            |                                              | chasseur de nuit              | idem                                             | équipé d'un radar d'interception placé dans un radôme à l'extérieur de l'aile tribord | 214                                            |
| F4U-5             | F4U-5NL           |                                              | chasseur de nuit dégivré      | idem                                             | Équipé de blocs de dégivrage en caoutchouc sur le bord d'attaque des ailes et de la queue | 101                                            |
| F4U-5             | F4U-5P            |                                              | reconnaissance photographique | idem                                             | | 30                                             |
| AU-1 (F4U-6)      | XAU-1             |                                              | prototype                     | R-2800-83W 2 300 ch                              | blindage supplémentaire; 4 canons de 20 mm (0.79 in) AN/M2 | 1 (g)                                          |
| AU-1 (F4U-6)      | AU-1              |                                              | avion d'attaque au sol        | idem                                             | 1952 pour l'USMC; charge max de 8,200 livres de bombes | 111                                            |
| AU-1              | F4U-7             |                                              | chasseur multi-rôle           | R-2800-43W 2 100 ch                              | uniquement pour la France en 1954 | 94                                             |
| Total fabriqués : | Total fabriqués : | Total fabriqués :                            | Total fabriqués :             | Total fabriqués :                                | Total fabriqués : | 12 583 (h)                                     |

Notes :
(a) : F4U-1A (comme FG-1A et F3A-1A) est une dénomination récente, la distinction par rapport au F4U-1 n'ayant pas été faite lors de la production ;
(b) : F4U-1 et/ou -1A modifiés, déjà comptabilisés dans ces versions ;
(c) : FG-1 modifiés, déjà comptabilisés dans cette version ;
(d) : n'ont jamais servi en unité, utilisés quelque temps pour tests avant d'être rapidement vendus ;
(e) : construits mais jamais entrés en service et presque aussitôt détruits ;
(f) : F4U-4 modifiés, déjà comptabilisés dans cette version ;
(g) : F4U-? modifié, déjà comptabilisé dans cette version ;
(h) : un chiffre de 12 571 est souvent donné car ne comptabilisant que les appareils entrés en service, déduction faite de ceux mentionnés en (d) et (e) ;

## Avion officieldu Connecticut

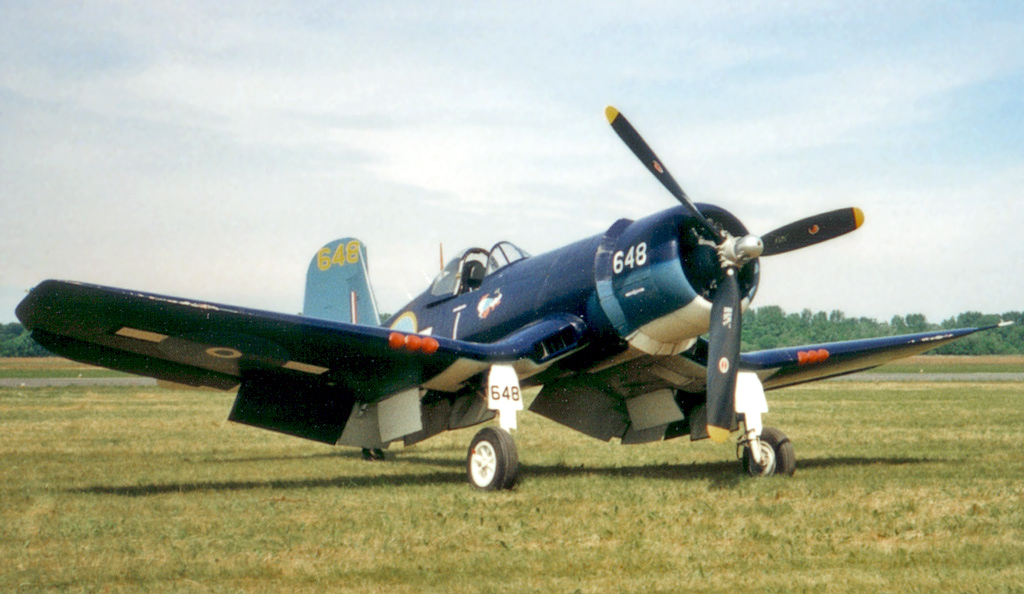
FG-1D aux couleurs néo-zélandaises.

Le 17 mai 2005, un décret du gouverneur Jodi Rell de l'État du Connecticut a nommé le Corsair avion officiel de cet État.
Le 29 mai, date de son premier vol, a été déclaré Jour du Corsair ; il faut préciser que le Connecticut est intimement lié à cet avion, qui fut le seul grand appareil de combat américain à avoir été conçu dans un seul et unique État.

## Opérateurs
- Argentine
  - Aviation navale argentine : 26 F4U-5/5N/5NL Corsairs entre 1956 et 1968, embarqué à bord du ARA Independencia (V-1).
- France
  - Aéronavale : 25 AU-1 et 94 F4U-7 de 1954 à 1964, embarqués à bord des porte-avions La Fayette, Bois Belleau et Arromanches.
- Honduras
  - Force aérienne hondurienne : 19 appareils de 1956 à 1979.
- Royaume-Uni
  - Fleet Air Arm : 2 013 Corsairs soit 95 Corsair I (F4U-1), 510 Corsair II (F4U-1A), 430 Corsair III (F3A-1D) et 977 Corsair IV (FG-1D)[9] à partir de 1943 jusqu'à la fin de la seconde guerre mondiale. A bord notamment du HMS Victorious qui devint le premier porte-avions à utiliser opérationnellement le Corsair, du HMS Illustrious, du HMS Formidable avec les escadrons 1841 et 1842, et HMS Indomitable.
- Salvador
  - Force aérienne salvadorienne : 25 F4U/FG-1D de 1957 à 1976.
- Nouvelle-Zélande
  - Royal New Zealand Air Force : 368 F4U-1 et 60 FG-1D de 1944 à 1949.
- États-Unis
  - United States Navy (1942-53)
  - United States Marine Corps (1943-1953)

## Galerie d'images

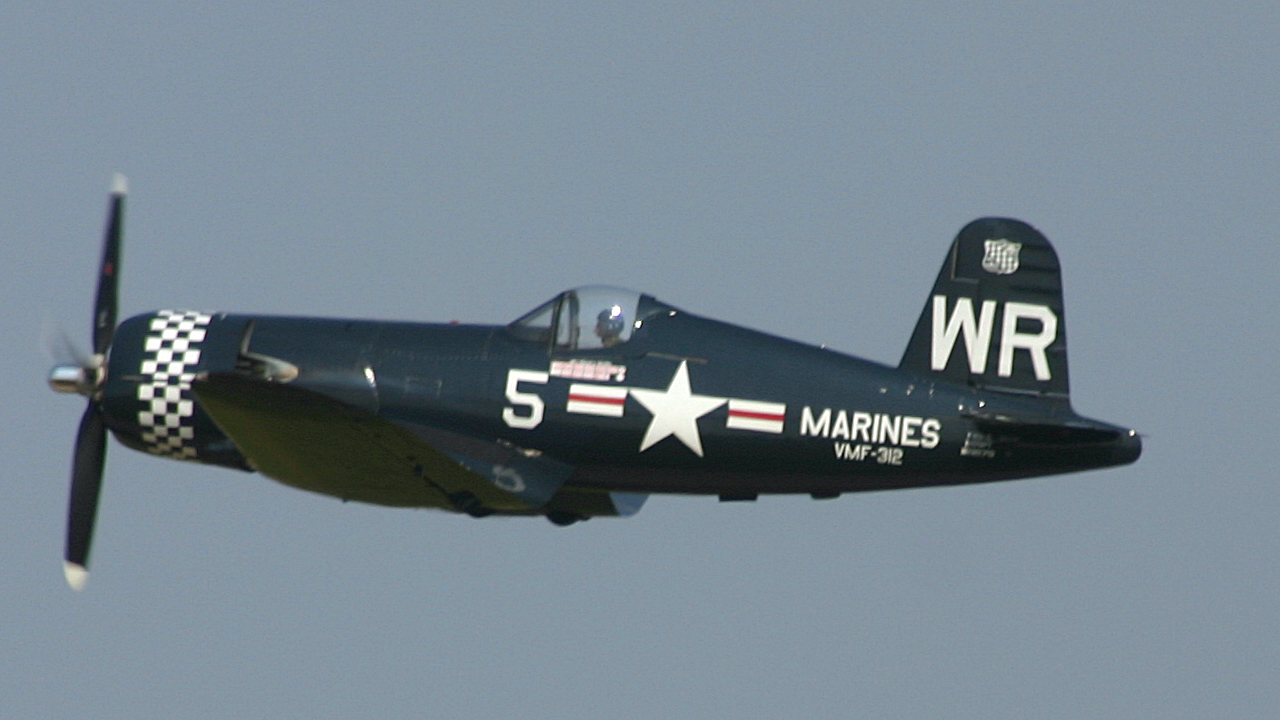
Corsair F4U-5N avec les marquages du Squadron VMF-312 (en).
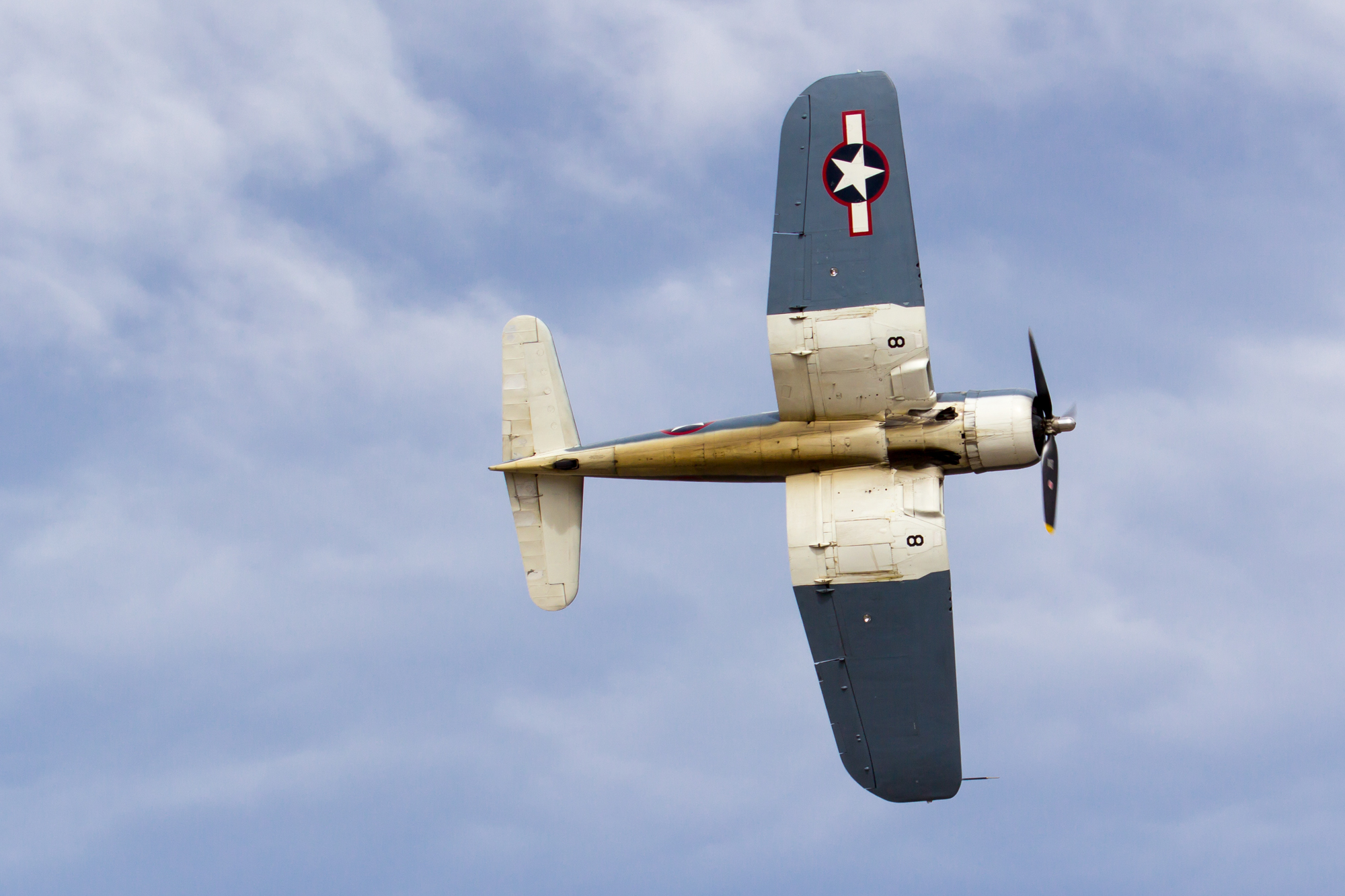
Vue du dessous d'un Corsair.
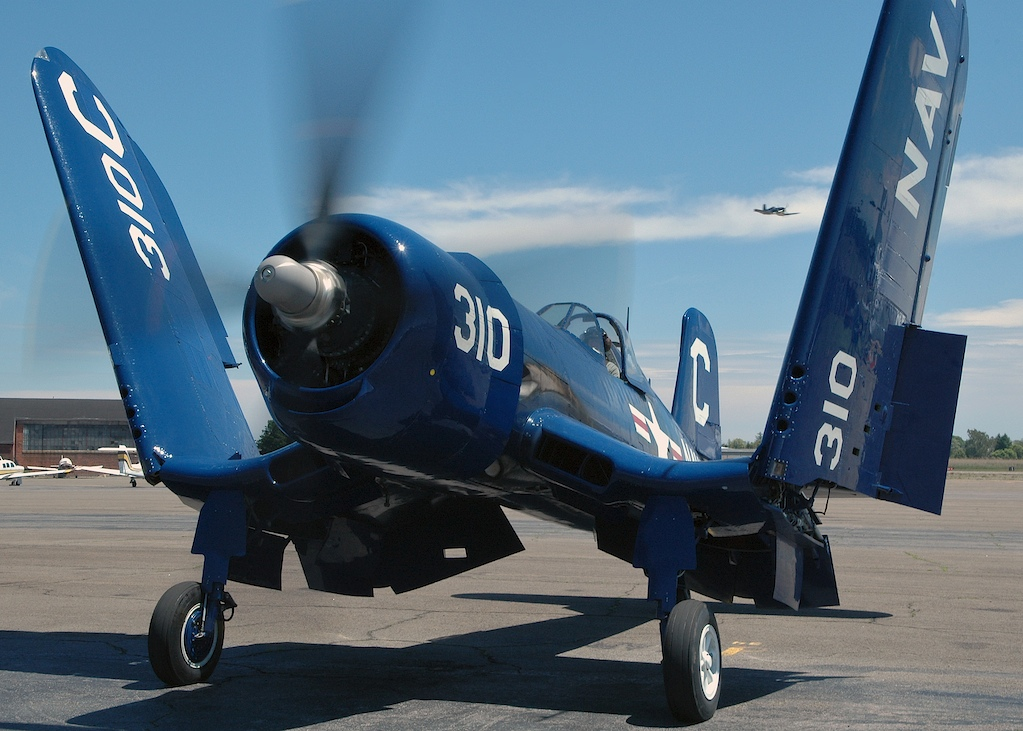
Corsair F4U-4 rétractant ses ailes.
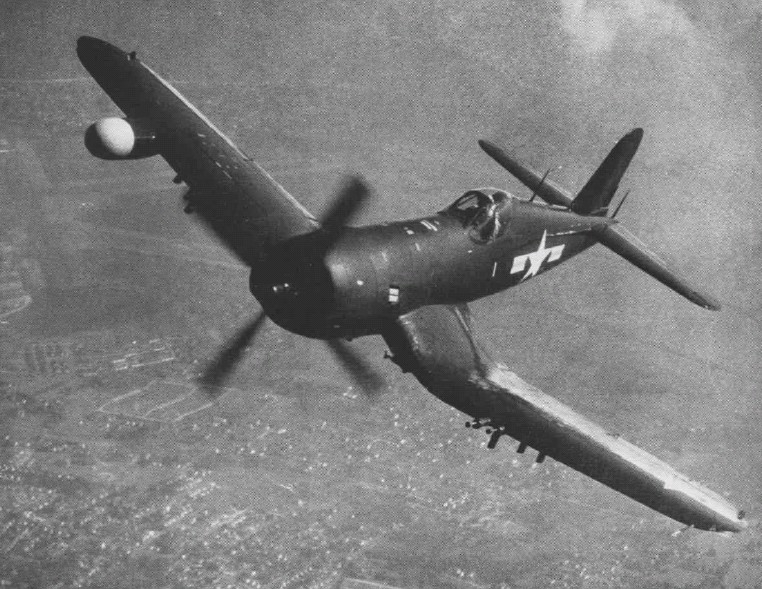
Chasseur nocturne F4U-5N (1949).

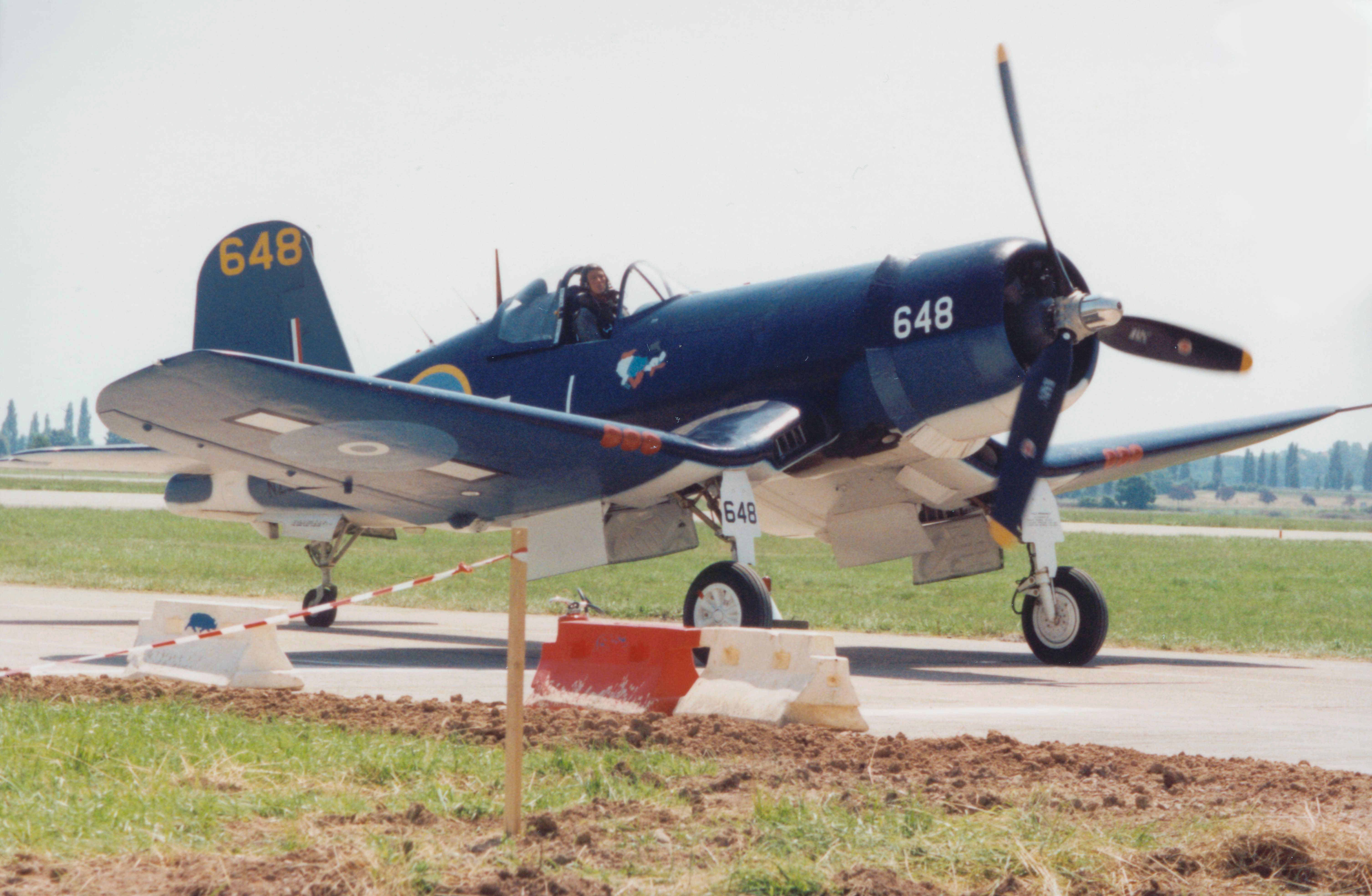
Corsair FG-1D de la Royal New Zealand Air Force.
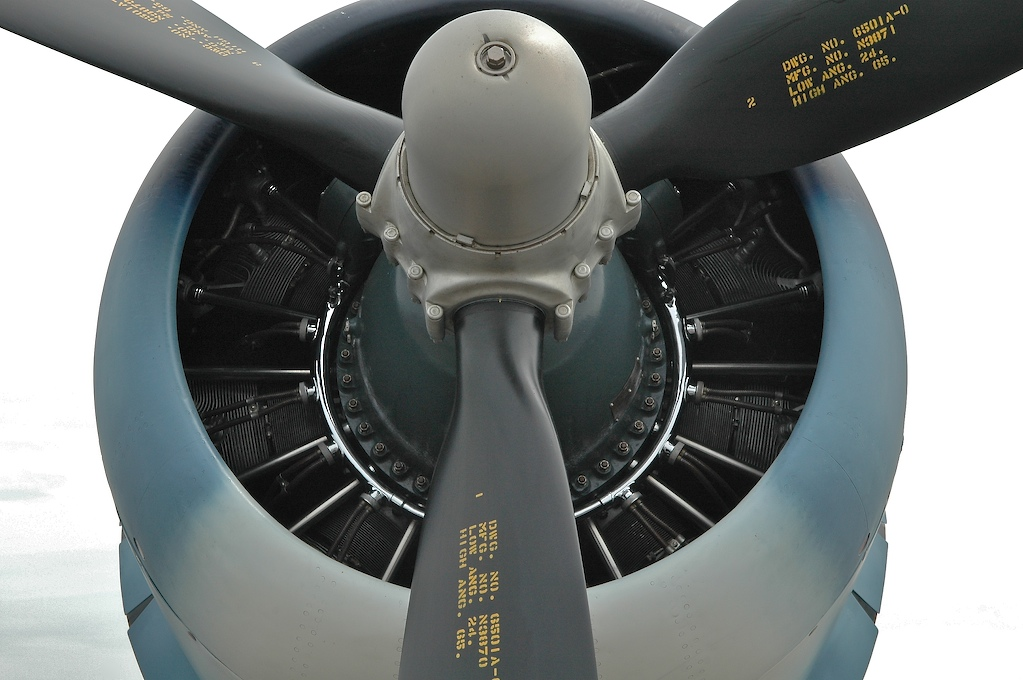
Corsair à moteur Pratt & Whitney R-2800-8 (2000 ch).
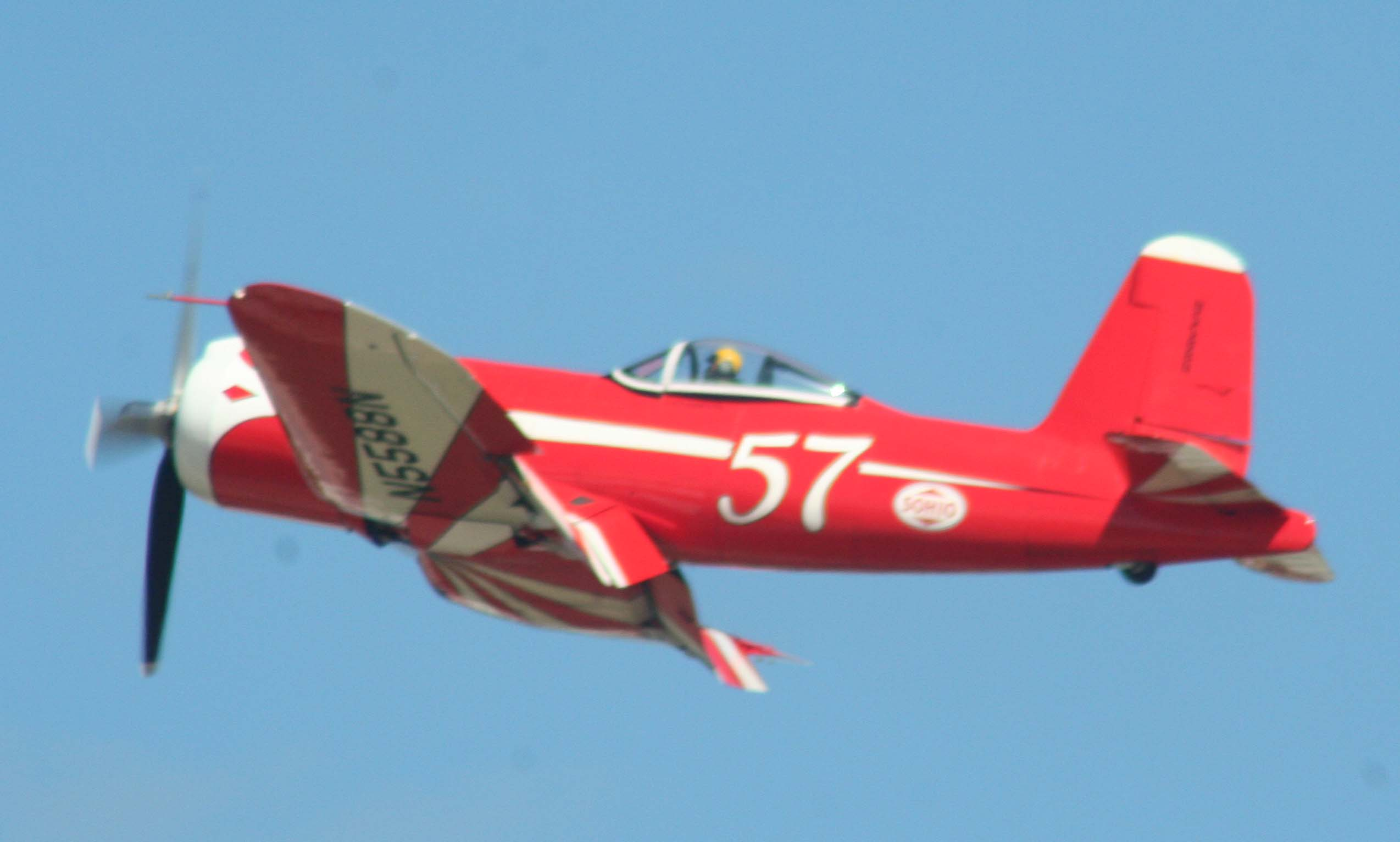
F2G-1 « Super Corsair » au AirVenture à Oshkosh (Wisconsin) en 2005.
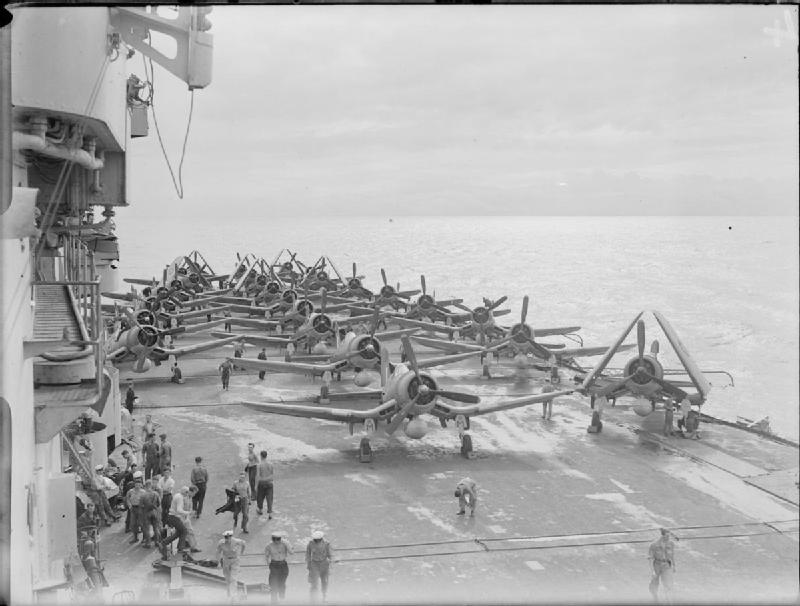
Corsairs des 1834 et 1836 Squadrons sur le pont du HMS Victorious à Sumatra pendant la seconde guerre mondiale.

### Filmographie
- Les Ailes de Légende, émission TV américaine diffusée entre autres en France sur Planète
- Les Têtes brûlées (Baa Baa Black Sheep), série TV 1976
- Planes, film produit par Disney, paru en 2013 (Skipper Riley est un F4U Corsair)
- Dévotion, film de J.D. Dillard paru sur Netflix en 2022